# أستراليا في الألعاب البارالمبية
شاركت أستراليا رسميًا في كل الألعاب البارالمبية منذ افتتاحها عام 1960 باستثناء الألعاب البارالمبية الشتوية 1976.
تُقام الألعاب البارالمبية كل أربع سنوات، عقب الألعاب الأولمبية وتُدار من قبل اللجنة البارالمبية الدولية (IPC). ارتبطت الألعاب البارالمبية تعاقديًا بالألعاب الأولمبية منذ عام 2001، ومع ذلك، فقد أقيمت في نفس الأماكن منذ ألعاب سول الصيفية 1988 وألعاب ألبرتفيل الشتوية 1992.
للمنافسة في الألعاب البارالمبية، يجب أن يكون لدى الرياضيين إعاقة مؤهلة تؤدي إلى قيود دائمة في النشاط، ويتنافس الرياضيون في التصنيف الرياضي لذوي الاحتياجات الخاصة المناسب لإعاقتهم. هذه الإعاقات هي إعاقات جسدية، بصرية وفكرية.
تُعد البارالمبية الأسترالية، التي تأسست عام 1990، مسؤولة عن اختيار وإعداد الفرق البارالمبية الأسترالية لكل من الألعاب البارالمبية الصيفية والشتوية. تساعد هذه اللجنة في تمويل الرياضيين والمنافسة بالإضافة إلى تحديد المواهب.

جاءت العديد من ميداليات أستراليا الذهبية من ألعاب القوى البارالمبية، وهي رياضة كانت شائعة بين الرياضيين البارالمبيين الأستراليين، مثل تيم سوليفان ولويز سوفاج. الرياضة الأخرى التي جاءت منها العديد من الميداليات هي السباحة لذوي الاحتياجات الخاصة.

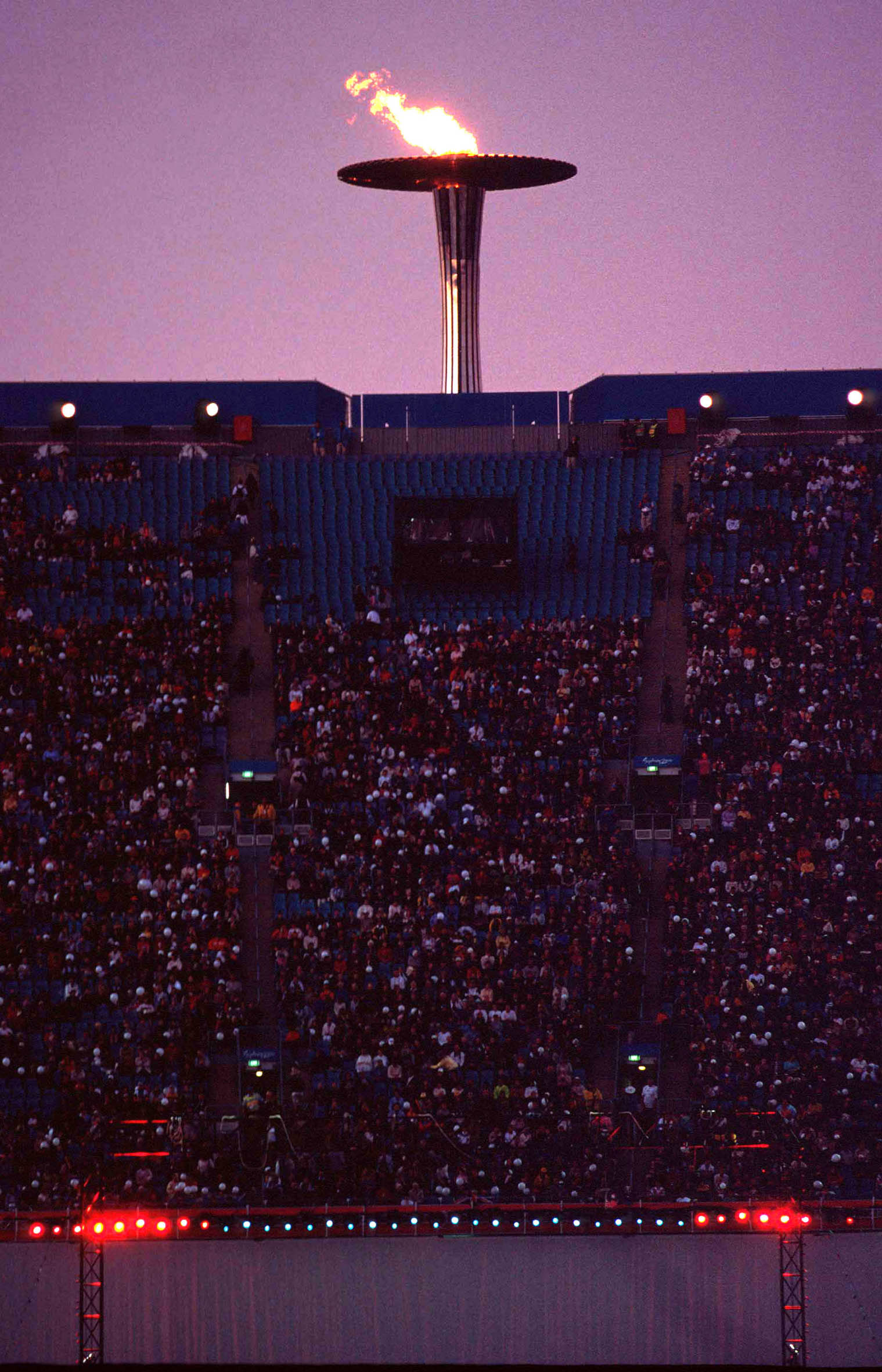
شعلة الألعاب البارالمبية مضاءة في سيدني في الألعاب البارالمبية الصيفية 2000.

استضافت أستراليا الألعاب البارالمبية مرة واحدة عام 2000. استضافت سيدني، عاصمة نيوساوث ويلز، الألعاب البارالمبية الصيفية في الفترة من 23 إلى 31 أكتوبر 2000. شارك 3879 مشاركًا من 123 دولة عبر 19 رياضة بارالمبية و550 حدثًا. فازت أستراليا بأكبر عدد من الميداليات بإجمالي 149 ميدالية.

## التاريخ
كانت بداية الألعاب البارالمبية في ألعاب ستوك ماندفيل العالمية للرياضات البارالمبية، التي أقيمت في مستشفى ستوك ماندفيل، وهو مستشفى للعمود الفقري في المملكة المتحدة. أقيمت الألعاب الأولى في عام 1948، وكانت مصممة في الأصل لمرضى المستشفى. كانت أول ممثلة أسترالية هي تشارلين تودمان البالغة من العمر 19 عامًا، التي سافرت إلى المستشفى بسبب نقص الرعاية المناسبة لإصابات العمود الفقري في أستراليا في ذلك الوقت، حيث تنافست في الرماية في ألعاب 1951.
أقيمت ألعاب ستوك ماندفيل السنوية أول حدث لها في مدينة مضيفة جديدة عام 1960، حيث استضافت روما الألعاب البارالمبية الصيفية 1960. كان الهدف هو الاستمرار في استضافة الألعاب السنوية في ستوك ماندفيل وكل أربع سنوات في مدينة مضيفة جديدة، على غرار الألعاب الأولمبية الصيفية، مع إقامة حفل ختام الألعاب الأولمبية الصيفية 1960 في روما قبل ستة أيام فقط. أرسلت أستراليا 12 ممثلاً، حيث كان على الفريق جمع 10,000 جنيه إسترليني لتمويل سفرهم. كان من المتوقع أيضًا أن يتنافس الممثلون في أحداث متعددة، حيث فاز روس ساتون، الذي أصيب بالشلل في حادث تحطم طائرة دي هافيلاند تايغر موث قبل عامين، بأول ميدالية ذهبية لأستراليا في الرماية. غادرت أستراليا بثلاث ميداليات ذهبية.
أرسلت أستراليا رياضيين إلى كل دورة ألعاب بارالمبية لاحقة، بما في ذلك الألعاب البارالمبية الشتوية 1976، على الرغم من أن المنظمين سمحوا فقط للمبتورين، أو المكفوفين، أو الرياضيين ذوي الإعاقة البصرية بالمشاركة، ولم يتمكن المتزلج الوحيد الذي يمثل أستراليا رون فينيران من المنافسة بسبب إعاقة في ساقه وذراعه نتيجة إصابته بـشلل الأطفال في طفولته. بعد جدال مع لودفيغ غوتمان، رئيس الحركة البارالمبية، وكاد الأمر يصل إلى الاشتباك بالأيدي. حمل فينيران العلم الأسترالي في حفل الافتتاح واختبر المسارات قبل المنافسة.
استضافت أستراليا الألعاب البارالمبية الصيفية 2000 في سيدني، وتصدرت جدول الميداليات لأول مرة بـ 63 ذهبية، ومن المقرر أن تستضيف الألعاب البارالمبية الصيفية 2032 في بريزبان.

## الألعاب الصيفية

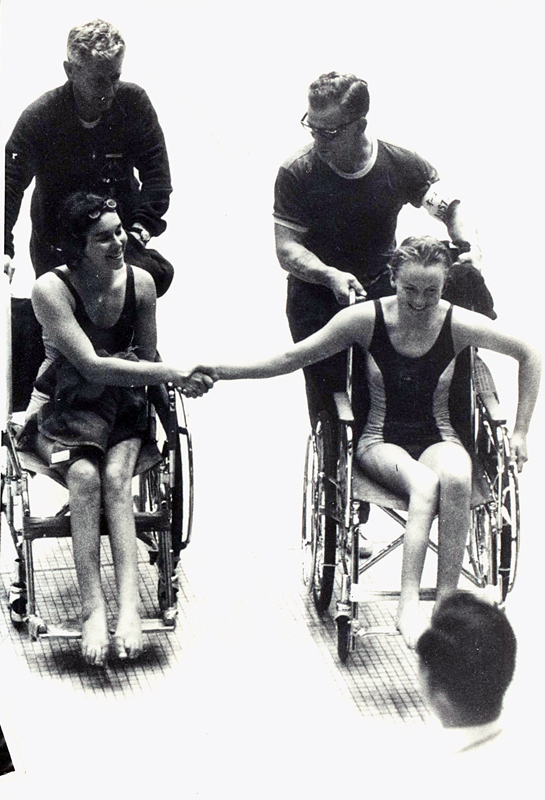
دافني سيني وإليزابيث إدموندسون يتصافحان بعد فوز إدموندسون بالذهبية وسيني بالفضية في سباق 50 متر سباحة حرة في طوكيو في الألعاب البارالمبية الصيفية 1964.

البلد المضيف (أستراليا)

### جدول الميداليات

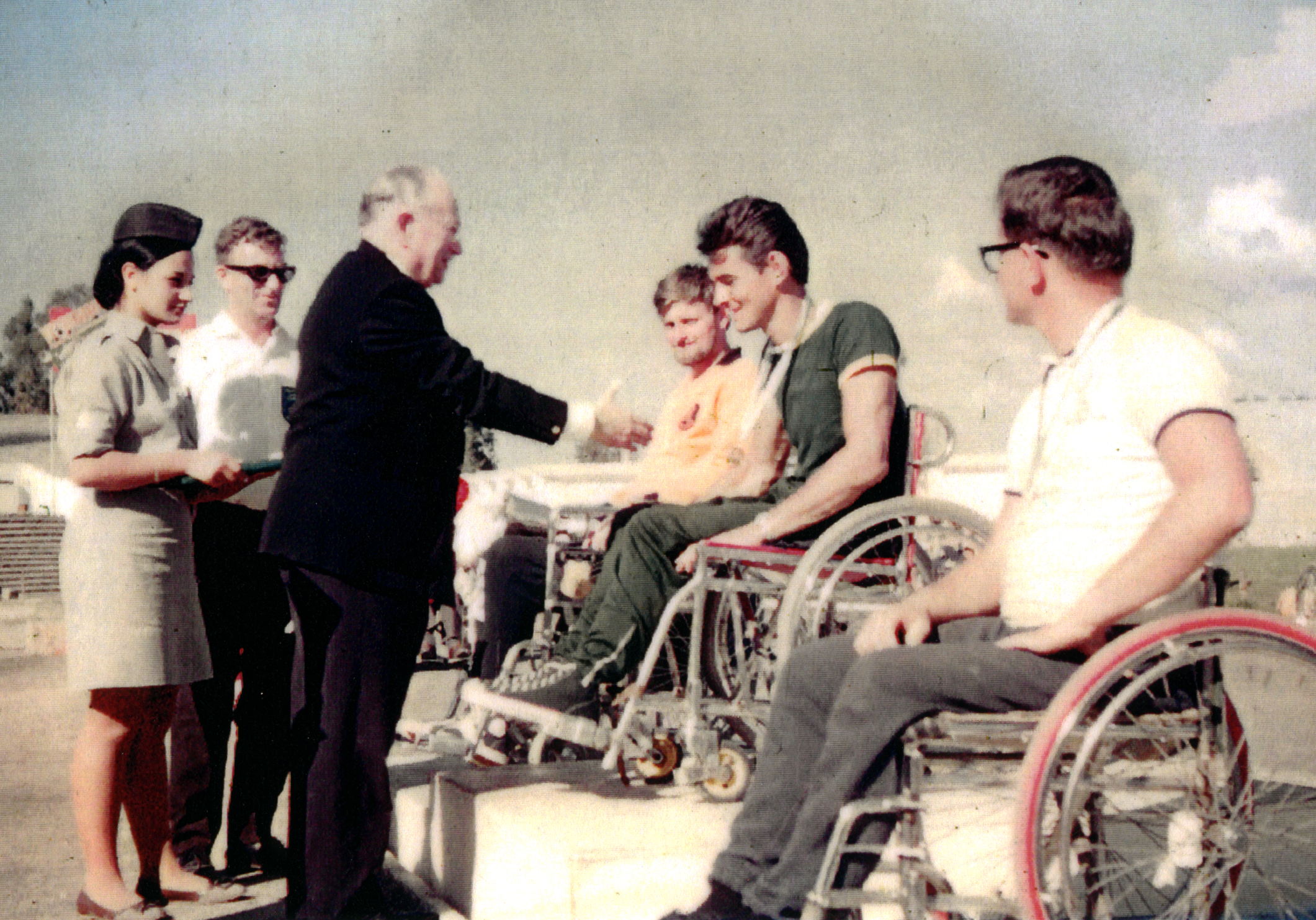
توني ساوث يتلقى ميداليته الذهبية في الرماية (جولة ألبيون) في تل أبيب في الألعاب البارالمبية الصيفية 1968 من مؤسس الحركة البارالمبية، لودفيغ غوتمان.

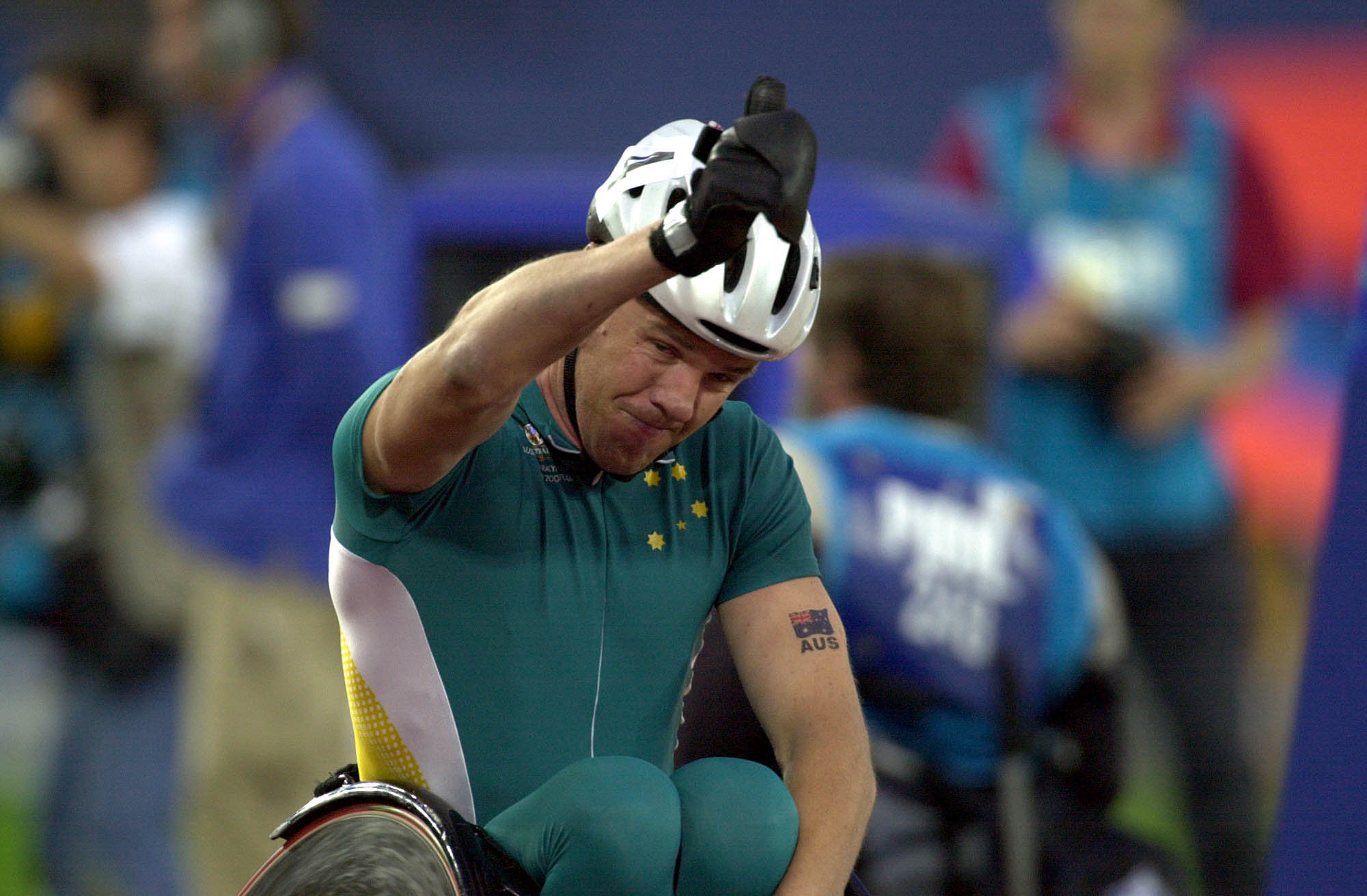
في الرياضات البارالمبية، حققت أستراليا أكبر نجاح في ألعاب القوى. غريغ سميث يرفع إبهامه للجماهير بعد فوزه بذهبية سباق 800 متر T52 على الكراسي المتحركة في نهائي الألعاب البارالمبية الصيفية 2000 في سيدني في اليوم الرابع.

| الألعاب  | ذهبية | فضية | برونزية | الإجمالي | الترتيب | المنافسون | المسؤولون | حامل العلم الافتتاحي                                   | حامل العلم الختامي       |
| -------- | ----- | ---- | ------- | -------- | ------- | --------- | --------- | ------------------------------------------------------ | ------------------------ |
| 1960     | 3     | 6    | 1       | 10       | 7       | 11        |           | كيفن بيتس                                              |                          |
| 1964     | 12    | 11   | 7       | 30       | 4       | 17        | 9         | ليس عضواً في الفريق                                     |                          |
| 1968     | 15    | 16   | 7       | 38       | 4       | 35        | 18        |                                                        |                          |
| 1972     | 6     | 9    | 10      | 25       | 11      | 37        |           | ليس عضواً في الفريق                                     |                          |
| 1976     | 16    | 18   | 7       | 41       | 11      | 46        |           | ليس عضواً في الفريق                                     |                          |
| 1980     | 12    | 21   | 22      | 55       | 14      | 53        |           | ليس عضواً في الفريق                                     |                          |
| 1984     | 49    | 54   | 51      | 154      | 8       | 108       |           | كارول يونغ وبول بيرد (نيويورك) ليس عضواً في الفريق (SM) |                          |
| 1988     | 23    | 34   | 38      | 95       | 10      | 175       | 47        | بول كروفت                                              | رودني نوغينت             |
| 1992     | 37    | 37   | 34      | 108      | 5       | 134       |           | تيري غيدي                                              | بريا كوبر                |
| 1996     | 42    | 37   | 27      | 106      | 2       | 161       |           | إليزابيث كوسمالا                                       | بريا كوبر                |
| 2000     | 63    | 39   | 47      | 149      | 1       | 286       | 148       | براندان بيركت                                          | نيل فاولر                |
| 2004     | 26    | 39   | 36      | 101      | 5       | 152       |           | لويز سوفاج                                             | مات كاودري               |
| 2008     | 23    | 29   | 27      | 79       | 5       | 161       | 122       | راسيل شورت                                             | مات كاودري               |
| 2012     | 32    | 23   | 30      | 85       | 5       | 160       |           | غريغ سميث                                              | إيفان أوهانلون           |
| 2016     | 22    | 30   | 29      | 81       | 5       | 176       |           | براد نيس                                               | كورتيس ماكغراث           |
| 2020     | 21    | 29   | 30      | 80       | 8       | 179       |           | رايلي بات & دانييلا دي تورو                            | إيلي كول                 |
| 2024     | 18    | 17   | 28      | 63       | 9       | 159       |           | ماديسون دي روزاريو & براندن هال                        | لورين باركر & جيمس تورنر |
| الإجمالي | 407   | 439  | 422     | 1268     |         |           |           |                                                        |                          |

### الميداليات حسب الرياضة الصيفية 1960–2020
المصدر:
  *   البلد المضيف (مضيف)
| الرياضة                        | ذهبية | فضية | برونزية | المجموع |
| ------------------------------ | ----- | ---- | ------- | ------- |
| ألعاب القوى                    | 160   | 166  | 171     | 497     |
| السباحة                        | 142   | 168  | 170     | 480     |
| ركوب الدراجات                  | 45    | 39   | 37      | 121     |
| الرماية                        | 15    | 7    | 3       | 25      |
| البولينج العشبي                | 8     | 7    | 6       | 21      |
| تنس الطاولة                    | 6     | 7    | 6       | 19      |
| التنس على الكراسي المتحركة     | 4     | 5    | 3       | 12      |
| رفع الأثقال                    | 4     | 3    | 5       | 12      |
| الكانوي البارالمبي             | 4     | 3    | 2       | 9       |
| الإبحار                        | 4     | 2    | 1       | 7       |
| القوس والسهم                   | 3     | 9    | 4       | 16      |
| الفروسية                       | 3     | 1    | 5       | 9       |
| كرة السلة على الكراسي المتحركة | 2     | 5    | 1       | 8       |
| الرجبي على الكراسي المتحركة    | 2     | 2    | 1       | 5       |
| السباق الثلاثي                 | 2     | 1    | 0       | 3       |
| التجديف                        | 1     | 4    | 1       | 6       |
| لعبة السهام                    | 1     | 1    | 0       | 2       |
| الجودو                         | 1     | 0    | 0       | 1       |
| رفع الأثقال                    | 0     | 5    | 1       | 6       |
| البوتشيا                       | 0     | 2    | 2       | 4       |
| السنوكر                        | 0     | 1    | 1       | 2       |
| المبارزة على الكراسي المتحركة  | 0     | 1    | 1       | 2       |
| الباراتايكواندو                | 0     | 0    | 1       | 1       |
| المجموع                        | 407   | 439  | 422     | 1268    |

أفضل النتائج في الرياضات التي لم تحصل على ميداليات:
| الصيفية            | الصيفية  | الصيفية       | الصيفية                 |
| ------------------ | -------- | ------------- | ----------------------- |
| الرياضة            | الترتيب  | الرياضي       | الحدث والسنة            |
| كرة الريشة         | 9th      | غرانت مانزوني | فردي الرجال WH2 في 2020 |
| كرة القدم الخماسية | لم يشارك | لم يشارك      | لم يشارك                |
| كرة الهدف          | 4th      | أستراليا      | بطولة الرجال في 1996    |
| الكرة الطائرة      | 8th      | أستراليا      | بطولة الرجال في 2000    |

## الألعاب الشتوية

### جدول الميداليات
| الألعاب  | ذهبية | فضية | برونزية | الإجمالي | الترتيب | المنافسون | المسؤولون | حامل العلم الافتتاحي      | حامل العلم الختامي    |
| -------- | ----- | ---- | ------- | -------- | ------- | --------- | --------- | ------------------------- | --------------------- |
| 1976     | 0     | 0    | 0       | 0        | -       | 0*[]      | 1         | رون فينيران               |                       |
| 1980     | 0     | 0    | 0       | 0        | -       | 2         |           |                           |                       |
| 1984     | 0     | 0    | 0       | 0        | -       | 3         |           |                           |                       |
| 1988     | 0     | 0    | 0       | 0        | -       | 5         |           |                           |                       |
| 1992     | 1     | 1    | 2       | 4        | 12      | 5         |           |                           |                       |
| 1994     | 3     | 2    | 4       | 9        | 9       | 6         |           |                           |                       |
| 1998     | 1     | 0    | 1       | 2        | 16      | 4         |           | جيمس باترسون              |                       |
| 2002     | 6     | 1    | 0       | 7        | 8       | 6         |           | ميخائيل ميلتون            | بارت بانتينغ          |
| 2006     | 0     | 1    | 1       | 2        | 13      | 10        |           | ميخائيل ميلتون            | توبي كان              |
| 2010     | 0     | 1    | 3       | 4        | 16      | 11        |           | توبي كان                  | كاميرون راليس راهبولا |
| 2014     | 0     | 0    | 2       | 2        | 19      | 7         |           | كاميرون راليس راهبولا     | بن تود هوب            |
| 2018     | 1     | 0    | 3       | 4        | 15      | 15        |           | جواني بادنهورست           | ميليسا بيرين          |
| 2022     | 0     | 0    | 1       | 1        | 17      | 9         |           | ميليسا بيرين ميتشيل غورلي | بن تود هوب            |
| الإجمالي | 12    | 6    | 17      | 35       |         |           |           |                           |                       |

ملاحظات: رون فينيران حضر وكان من المتوقع أن ينافس، حمل العلم خلال حفل الافتتاح، ولكن بسبب افتقار الألعاب البارالمبية لفئة إعاقة الأطراف بخلاف البتر، تم استبعاده، وبدلاً من ذلك عمل كمسؤول في الألعاب.

### الميداليات حسب الرياضة الشتوية 1980–2022
*   البلد المضيف (مضيف)
| الرياضة           | ذهبية | فضية | برونزية | المجموع |
| ----------------- | ----- | ---- | ------- | ------- |
| التزلج الألبي     | 11    | 6    | 15      | 32      |
| التزلج على الجليد | 1     | 0    | 2       | 3       |
| المجموع           | 12    | 6    | 17      | 35      |

## ملخص مشاركة أستراليا

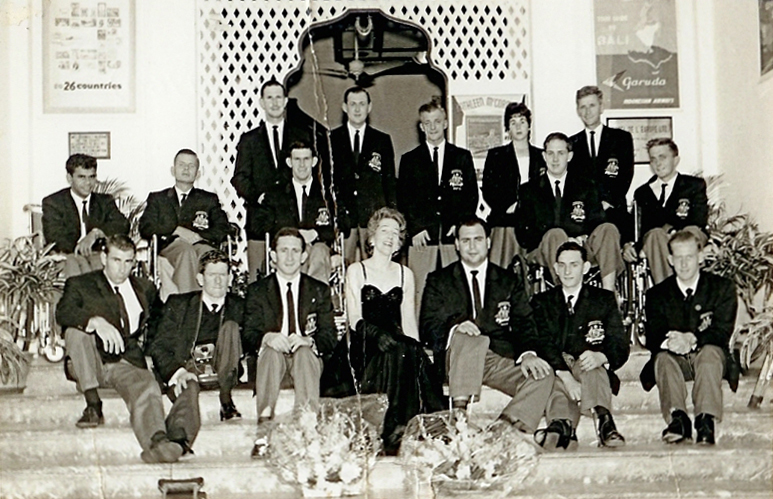
الفريق الأسترالي في سنغافورة في طريقه إلى روما لـالألعاب البارالمبية الصيفية 1960.

### الألعاب البارالمبية الصيفية 1960
الرياضية، دافني سيني كانت أول سباحة أسترالية على الإطلاق تنافست في ألعاب روما 1960. كانت هذه الألعاب البارالمبية الوحيدة التي لم تفز فيها أستراليا بميدالية ذهبية في ألعاب القوى.

### الألعاب البارالمبية الصيفية 1964
مع ألعاب طوكيو، تمكنت أستراليا من إرسال وفد كبير من الرياضيين نتيجة لكون الرحلة أقصر من المعتاد. احتلت أستراليا المركز الرابع بإجمالي 31 ميدالية؛ 12 ميدالية ذهبية، 10 ميداليات فضية، و9 ميداليات برونزية.

### الألعاب البارالمبية الصيفية 1968
احتلت أستراليا المركز الرابع مرة أخرى، بإجمالي 38 ميدالية؛ 15 ذهبية، 16 فضية، و7 برونزيات. كانت لورين دود رياضية بارزة في هذه الألعاب، حيث سجلت ثلاثة أرقام قياسية في السباحة لفئتها، كلها في نفس اليوم.

### الألعاب البارالمبية الصيفية 1972
فازت أستراليا بـ 25 ميدالية - 6 ذهبيات، 9 فضيات، و10 برونزيات في ست رياضات. احتلت أستراليا المركز 11 في جدول الميداليات الذهبية والمركز 9 في جدول الميداليات الكلي. تنافست ليبي كوسمالا في أول ألعاب بارالمبية لها، وفازت بميدالية برونزية في السباحة في حدث تتابع 3×50 متر سيدات 2-4، وشاركت في أحداث سباحة وألعاب قوى أخرى.

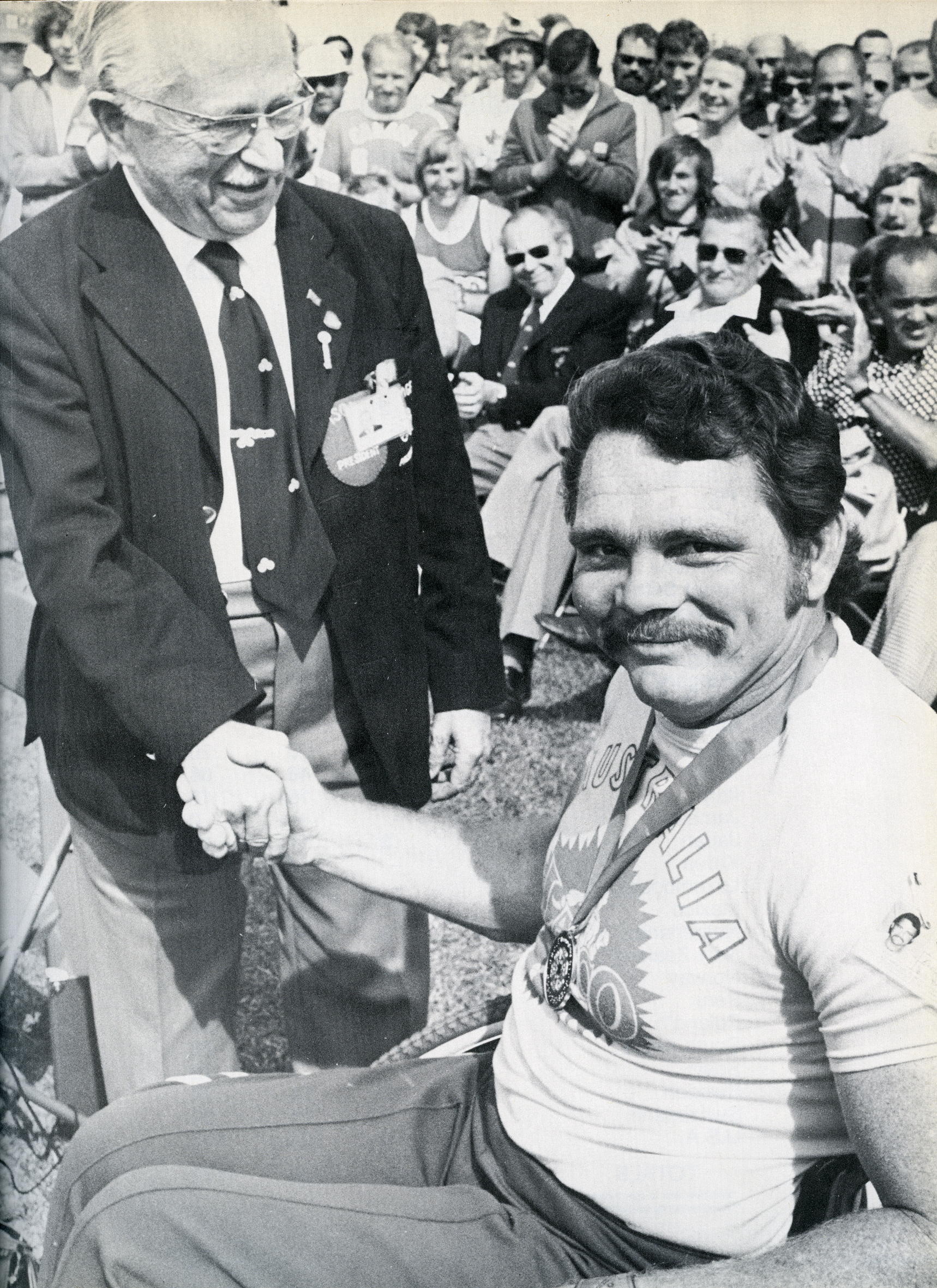
الرياضي الأسترالي إريك راسيل مع لودفيغ غوتمان في الألعاب البارالمبية الصيفية 1976.

### الألعاب البارالمبية الصيفية 1976
تهدف الألعاب الأولمبية والألعاب البارالمبية كلاهما إلى أن تكون غير سياسية؛ على الرغم من ذلك، في الألعاب البارالمبية الصيفية 1976، تداخلت السياسة في الألعاب. أدت ممارسات الفصل العنصري في جنوب إفريقيا إلى جدل حول دعوة البلاد وإدراجها في الألعاب. اتخذ الرياضي الأسترالي، إريك راسيل موقفًا ضد السياسة في الألعاب البارالمبية عندما رفض ميداليته الذهبية في حدث رمي القرص من الفئة 3 كاحتجاج. ثم قبل الميدالية من الدكتور غوتمان بعد مؤتمر صحفي، موضحًا موقفه.
لأول مرة، تم بث تغطية تلفزيونية للألعاب البارالمبية يوميًا لأكثر من 600,000 مشاهد حول العالم.

### الألعاب البارالمبية الشتوية 1976
كانت هذه أول دورة ألعاب بارالمبية شتوية. مثلت أستراليا برياضي واحد، رون فينيران؛ ومع ذلك، تم استبعاده لأن إعاقته لم تستوفِ تصنيفات الحدث.

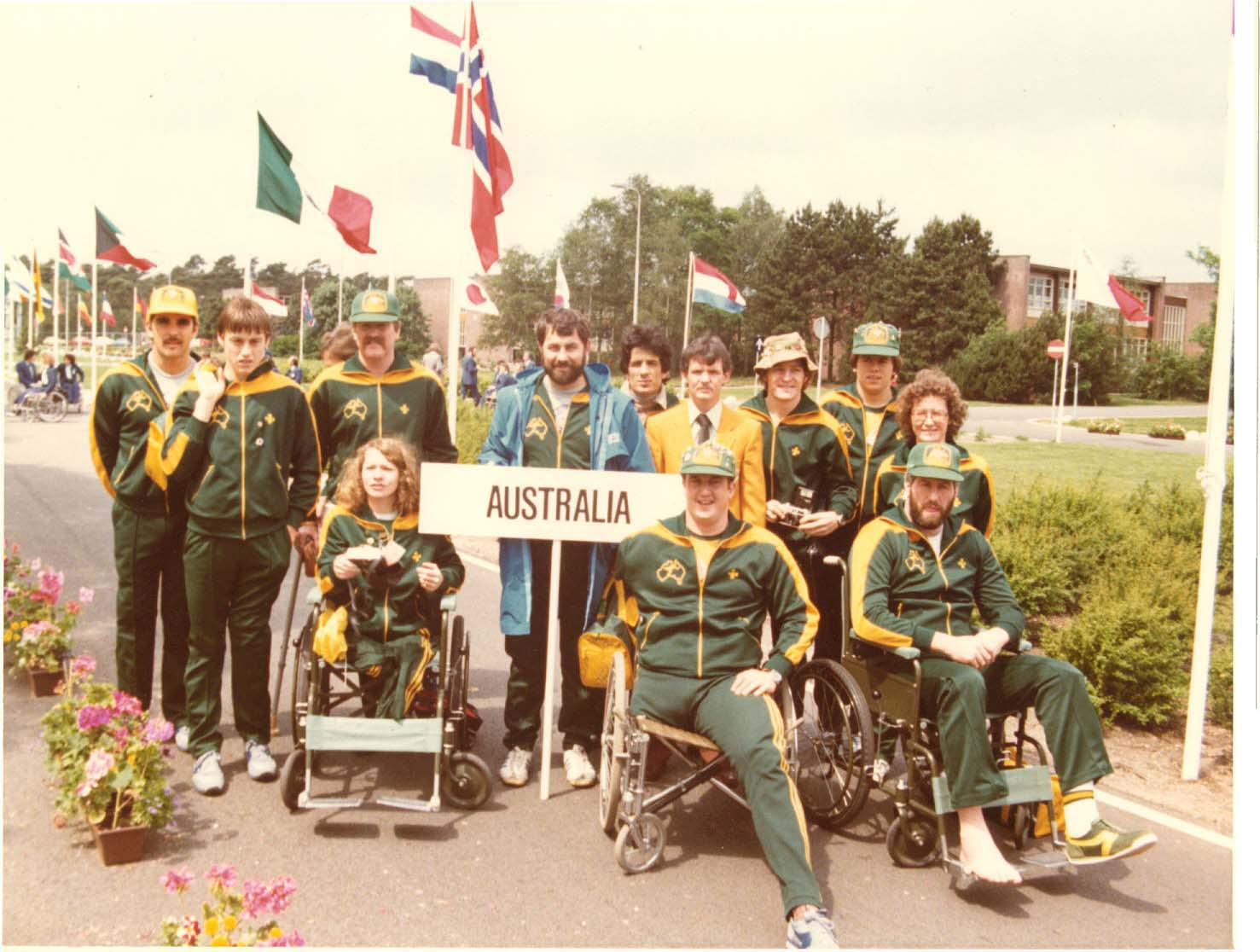
الفريق الأسترالي في الألعاب البارالمبية الصيفية 1980، في هولندا.

### الألعاب البارالمبية الشتوية 1980
كانت هذه أول دورة ألعاب بارالمبية شتوية شاركت فيها أستراليا، لكنها لم تفز بميدالية. كان لدى أستراليا متنافسان، كايرا غرونسوند وبيتر ريكاردس، اللذان شاركا في التزلج المتعرج والتزلج الألبي للمسافات المتوسطة على التوالي.

### الألعاب البارالمبية الصيفية 1980
كانت الدورة السادسة من الألعاب البارالمبية الصيفية التي شاركت فيها أستراليا. فازت أستراليا بـ 55 ميدالية - 12 ذهبية، 21 فضية، و22 برونزية. تنافست أستراليا في 10 رياضات وفازت بميداليات في 6 رياضات. أنهت في المركز 14 في جدول الميداليات الذهبية والمركز 9 في جدول الميداليات الكلي.

### الألعاب البارالمبية الشتوية 1984
لم تفز أستراليا بميدالية، لكنها مُثلت بقوة من قبل رودني ميلز في التزلج الريفي وكايرا غرونسوند وأندرو تيمبل في أحداث التزلج الألبي من السلالوم، والتزلج المتعرج العملاق، والانحدار.

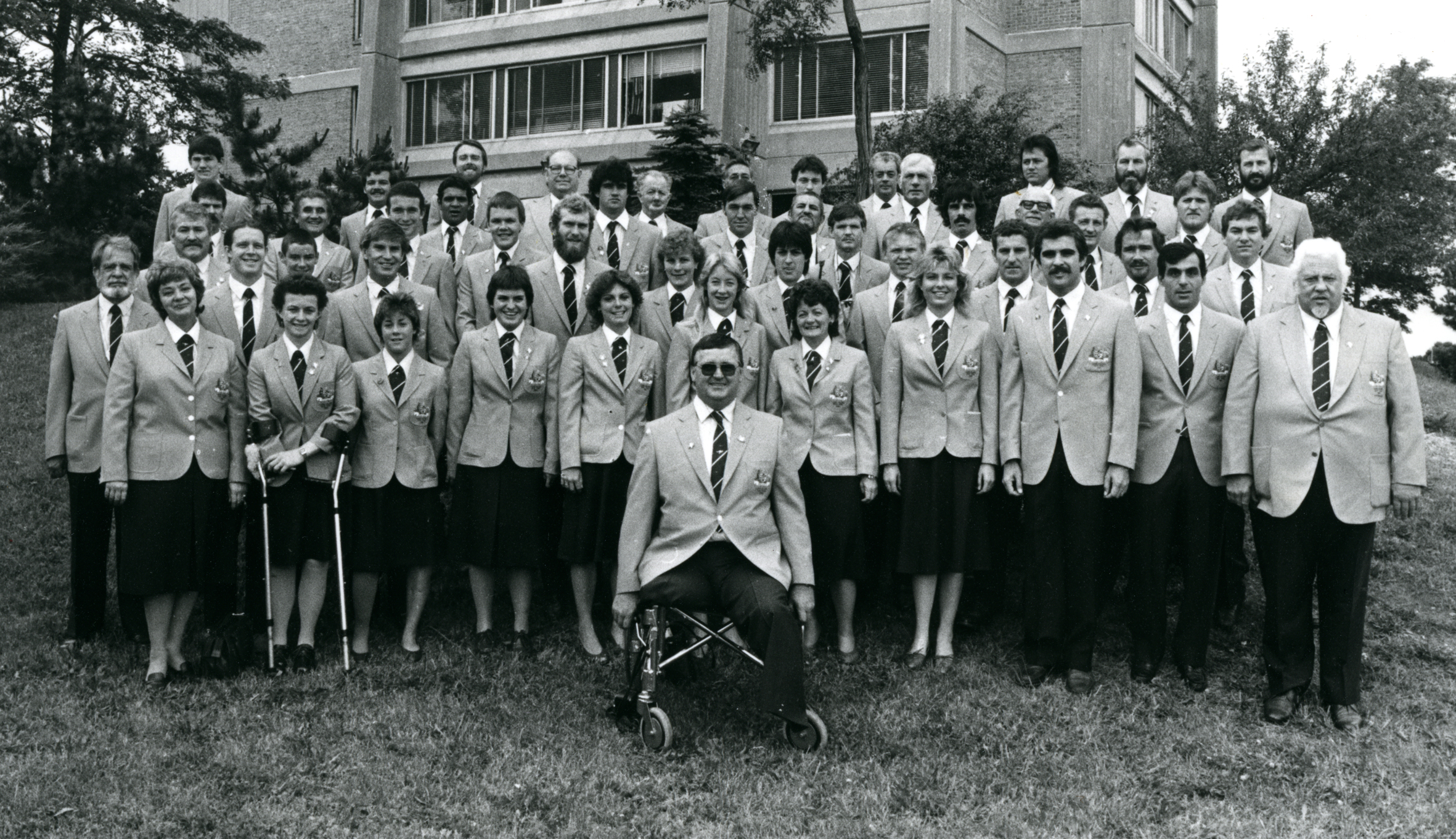
الفريق الأسترالي المبتور في ألعاب نيويورك البارالمبية 1984.

### الألعاب البارالمبية الصيفية 1984
في عام 1984، ضاعفت أستراليا أكثر من ضعف عدد ميدالياتها السابق لتصل إلى 154 ميدالية. ولأول مرة، شارك أربعة رياضيين مصابين بالشلل الدماغي ورياضي واحد من فئة "ليه أوتريس" في الألعاب. فاز كل منهم بميداليات: روبرت والدن (سباحة) فاز بأربع ميداليات ذهبية، تيري بيغز (تنس الطاولة) فاز بميدالية ذهبية، لين كولمان (ركوب الدراجات) فاز بميدالية فضية ومالكوم تشالمرز (سباحة) فاز بميدالية ذهبية، فضية وبرونزيتين.

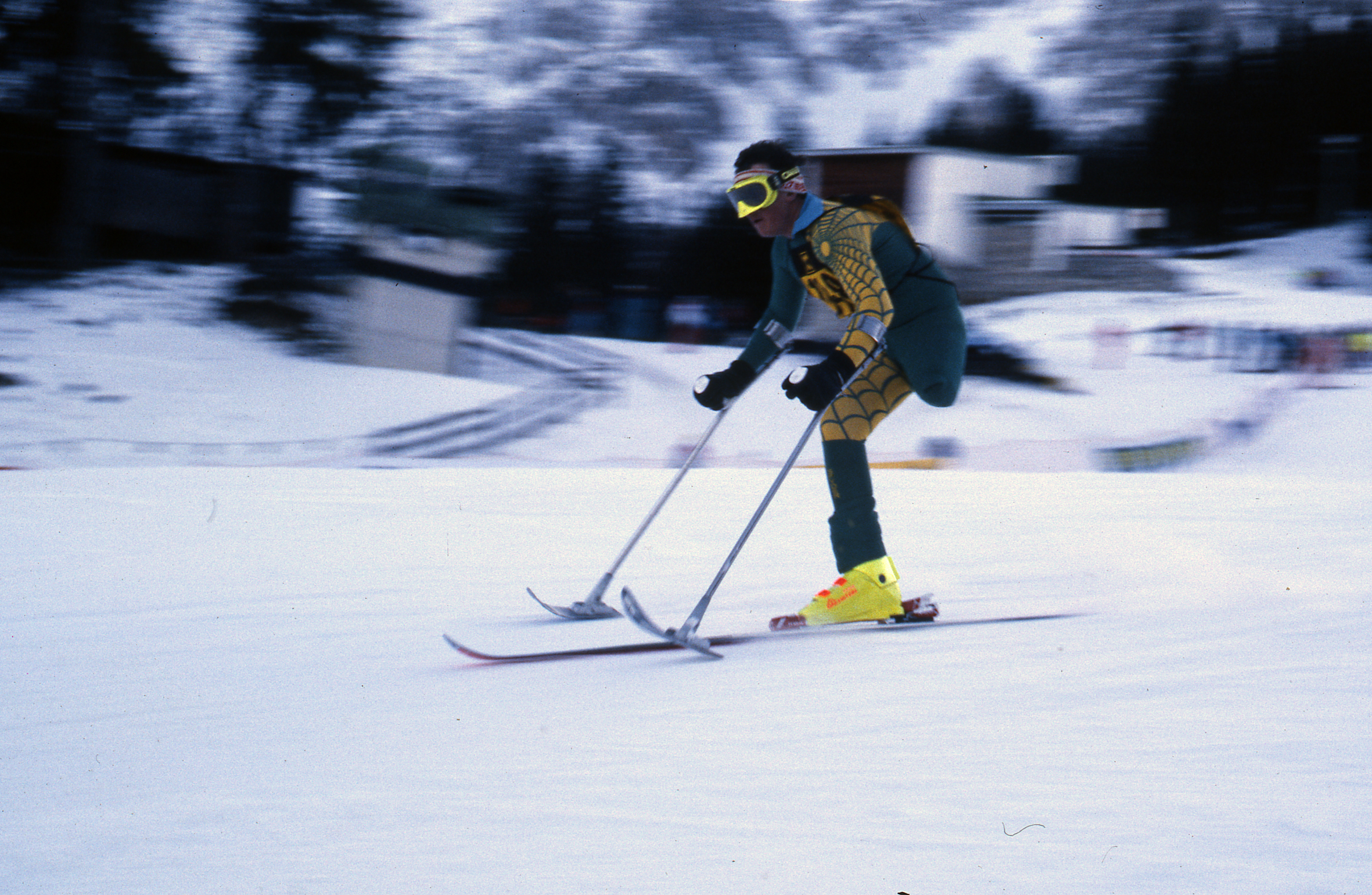
مايكل ميلتون في الألعاب البارالمبية الشتوية 1988.

### الألعاب البارالمبية الشتوية 1988
أرسلت أستراليا خمسة رياضيين؛ ومع ذلك، فشلوا في الحصول على ميدالية. كان هؤلاء الرياضيون مايكل كولينز، كايرا غرونسوند، إيفان هودج، مايكل ميلتون وديفيد مونك، وجميعهم تنافسوا في انحدار الرجال، والتزلج المتعرج العملاق، والتزلج المتعرج، باستثناء مونك الذي تنافس في الحدثين الأخيرين فقط.

### الألعاب البارالمبية الصيفية 1988
تنافست أستراليا في 16 حدثًا، وحققت 23 ميدالية ذهبية في ثلاث رياضات: ألعاب القوى، السباحة، والبولينج العشبي. إجمالًا، حصلت أستراليا على 95 ميدالية، 23 ذهبية، 34 فضية، و38 برونزية. حطم الرياضيون الأستراليون ثمانية أرقام قياسية خلال الألعاب.

### الألعاب البارالمبية الشتوية 1992
أول ميدالية ذهبية لأستراليا في الألعاب الأولمبية الصيفية أو الألعاب البارالمبية الشتوية فاز بها مايكل ميلتون عندما فاز بحدث التزلج المتعرج LW2 للرجال. لا توجد نتائج دقيقة لأداء الفريق البارالمبي الأسترالي في الألعاب الشتوية قبل عام 1992؛ ومع ذلك، من المعروف أنه لم يفز أي شخص بميدالية لأستراليا حتى الألعاب البارالمبية 1992.

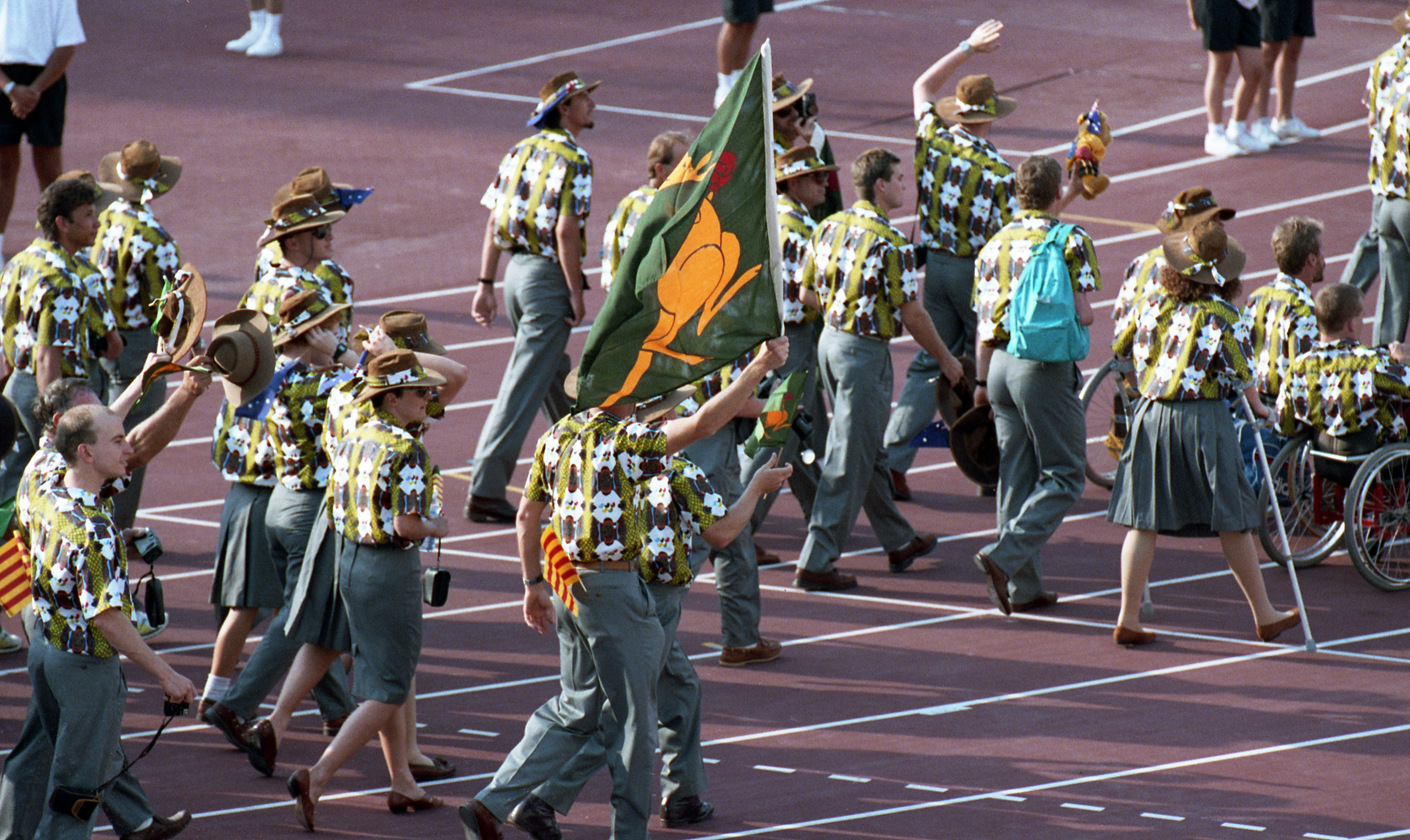
الفريق الأسترالي يسير في حفل افتتاح الألعاب البارالمبية 1992 في برشلونة

### الألعاب البارالمبية الصيفية 1992
كان فريق السباحة الأسترالي للرجال من ذوي الإعاقة الفكرية مهيمنًا تمامًا في مدريد، حيث كان جوزيف والكر النجم بلا منازع، فاز بتسع ميداليات ذهبية (خمس فردية، وأربع تتابع) من جميع الأحداث التي شارك فيها، وسجل رقمين قياسيين عالميين.

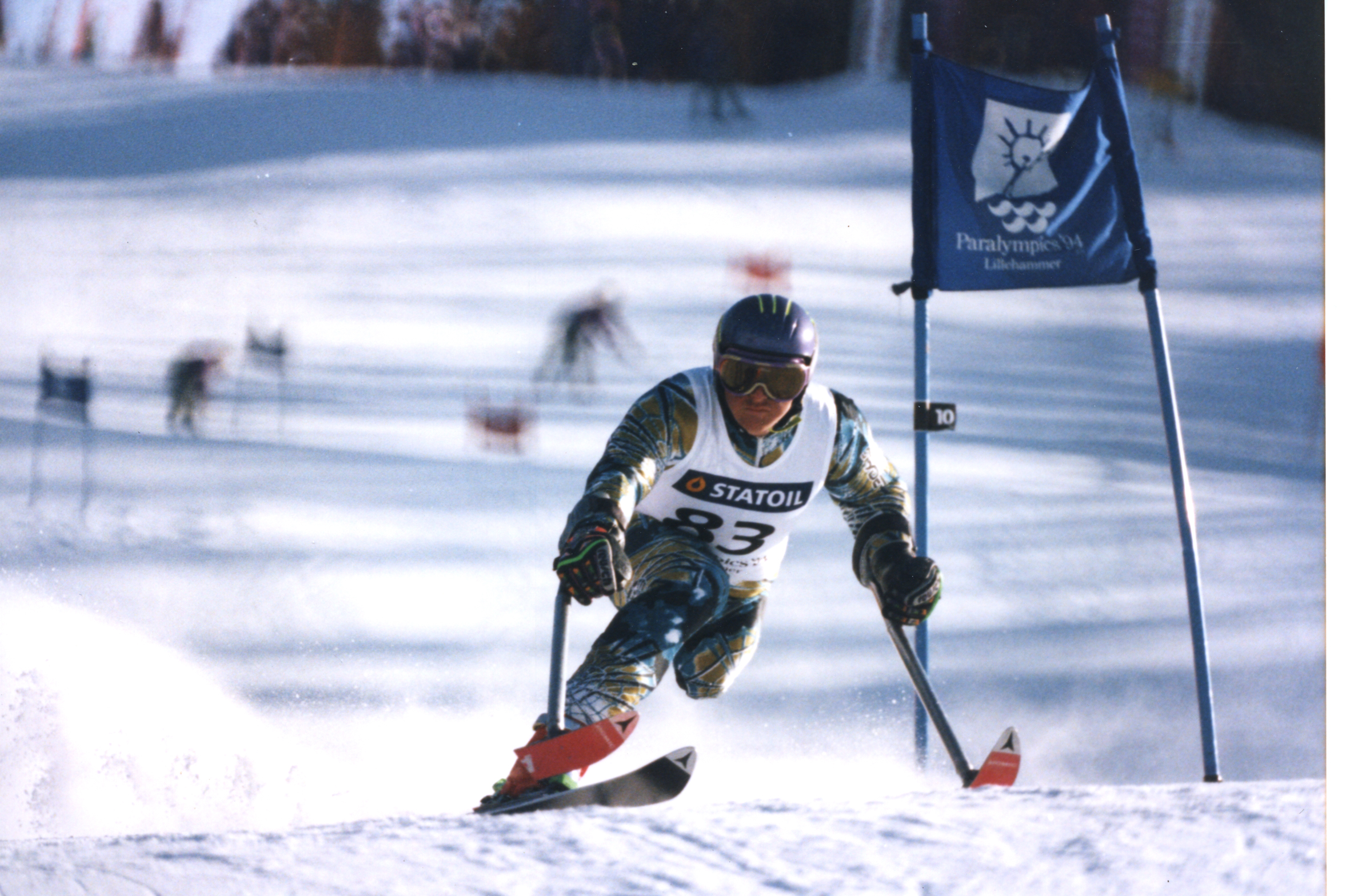
الرياضي البارالمبي الأسترالي مايكل ميلتون في الألعاب الشتوية 1994 في ليلهامر

### الألعاب البارالمبية الشتوية 1994
تظل دورة الألعاب البارالمبية الشتوية لعام 1994 هي الأنجح لأستراليا، حيث صعد خمسة رياضيين إلى منصة التتويج في 9 مناسبات مختلفة. 

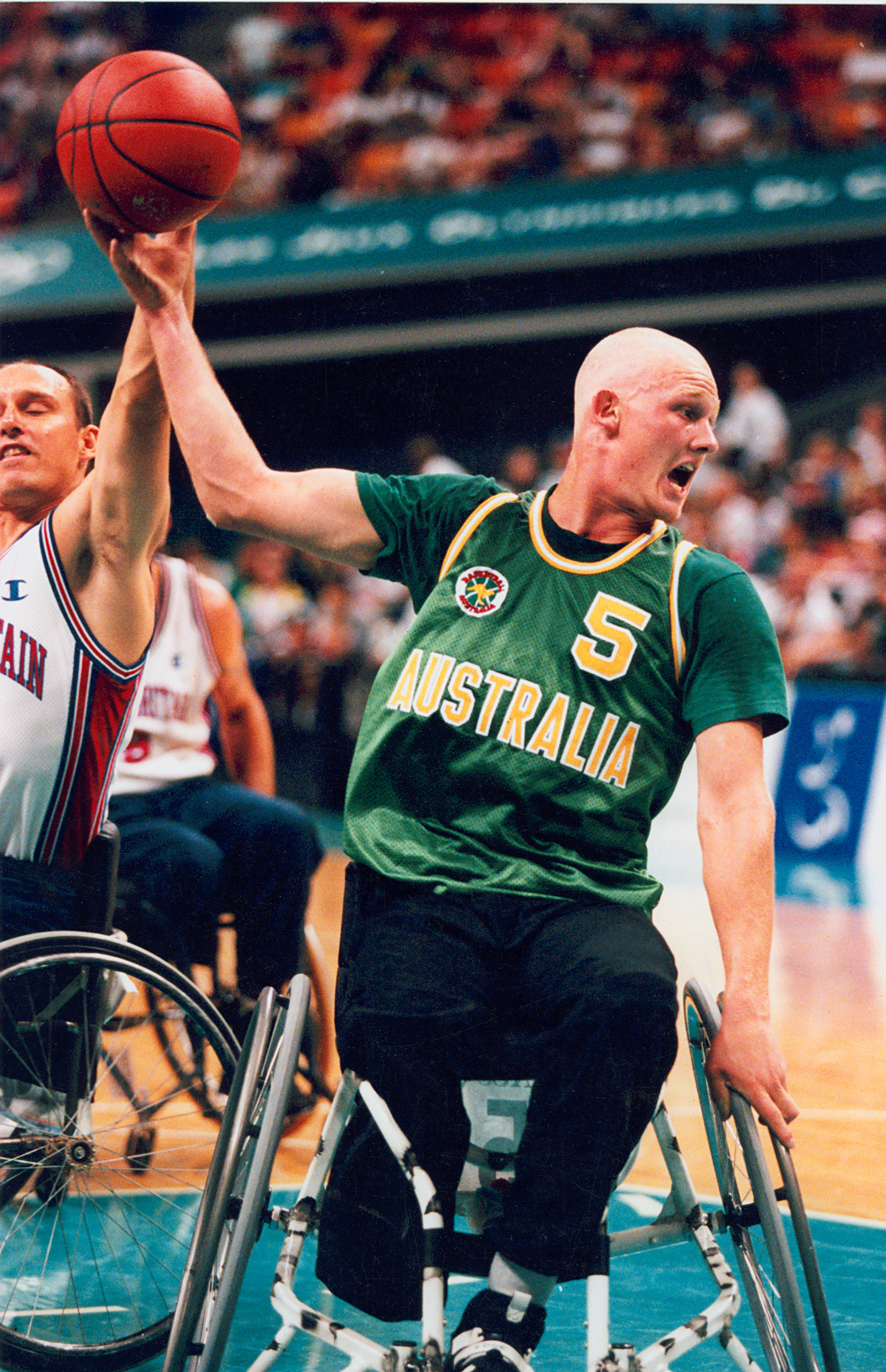
لاعب كرة السلة على الكراسي المتحركة الأسترالي تروي ساكس وهو يمرر الكرة في مباراة الميدالية الذهبية ضد بريطانيا العظمى في ألعاب بارالمبية 1996.

### الألعاب البارالمبية الصيفية 1996
احتلت أستراليا المرتبة الثانية في جدول الميداليات النهائي برصيد 106 ميداليات إجمالية؛ 42 ذهبية؛ 37 فضية؛ 27 برونزية. وقد عُزي هذا النجاح إلى إدخال برنامج إعداد الألعاب البارالمبية التابع للجنة البارالمبية الأسترالية. وكان فريق أستراليا نصف حجم فريق البلد المضيف الذي تصدر جدول الميداليات النهائي.
في مباراة كرة السلة على الكراسي المتحركة، أستراليا ضد بريطانيا العظمى، سجل تروي ساكس أعلى عدد من النقاط الفردية. سجل ساكس 42 نقطة في مباراة واحدة لأستراليا في ألعاب أتلانتا البارالمبية 1996، والذي لا يزال أعلى رقم قياسي فردي للاعب كرة سلة في الألعاب البارالمبية. وهو أيضًا أكثر لاعب كرة سلة أسترالي حصولاً على الجوائز بميداليتين ذهبيتين وفضية واحدة.
في أولمبياد أتلانتا الصيفي للمعاقين، كانت هناك أكبر حصيلة من الميداليات الذهبية خارج الأرض حتى الآن في ألعاب القوى، وبلغت 19 ميدالية ذهبية.

### الألعاب البارالمبية الشتوية 1998
جمعت أستراليا ميداليتين، ذهبية وبرونزية، من ألعاب 1998 بعد إرسال أربعة متنافسين. تنافس جيمس باترسون في التزلج الألبي، وفاز بالذهبية في انحدار الرجال والبرونزية في تزلج متعرج رجال. 

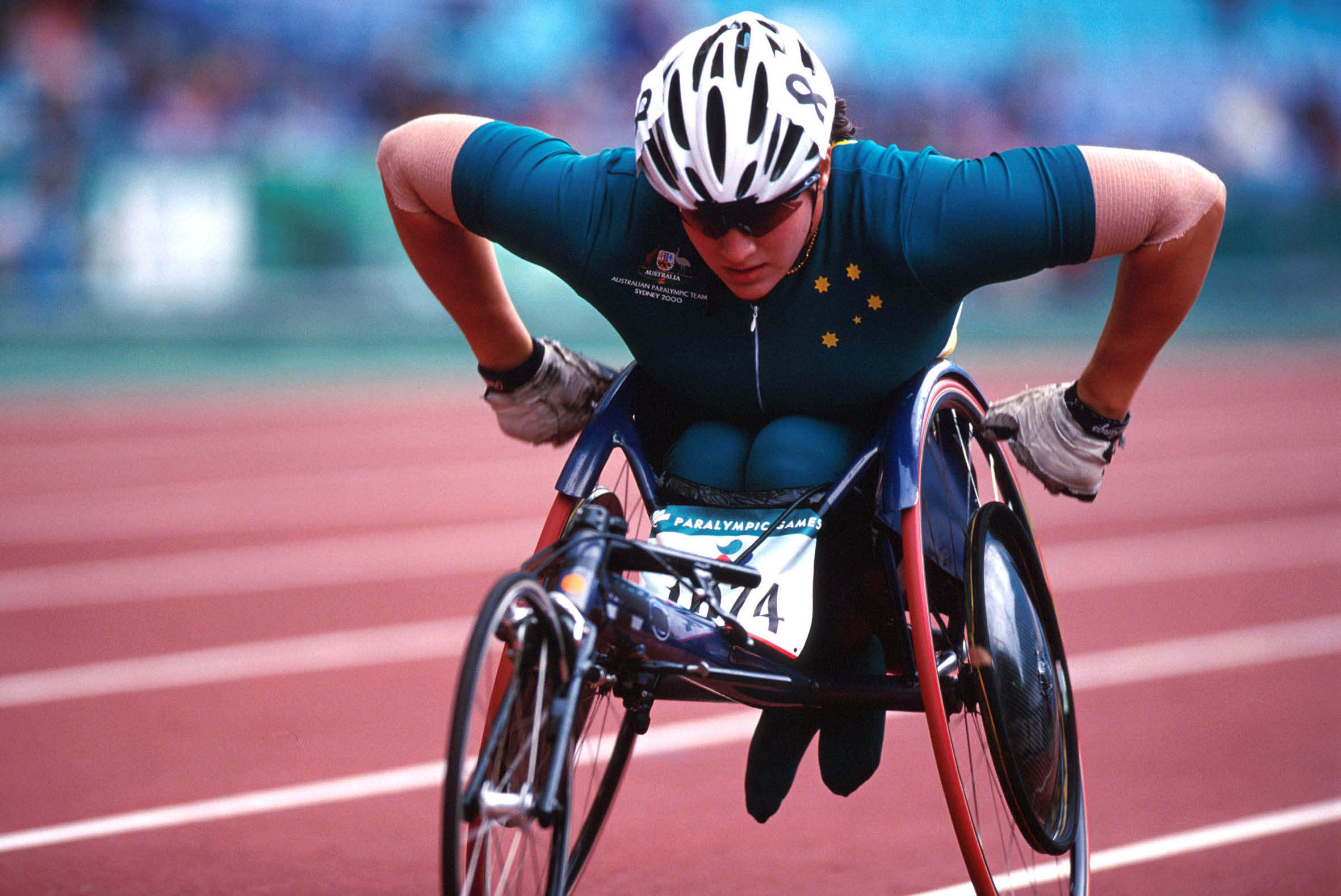
لويز سوفاج في سباق كراسي متحركة لألعاب القوى في الألعاب البارالمبية 2000 في سيدني

### الألعاب البارالمبية الصيفية 2000
تُعد ألعاب سيدني البارالمبية الصيفية 2000 أنجح دورة ألعاب بارالمبية لأستراليا حتى الآن. في جدول الميداليات النهائي، احتلت أستراليا المركز الأول بإجمالي 149 ميدالية؛ 63 ذهبية، 39 فضية، و47 برونزية. مثّل أستراليا أكبر فريق لها على الإطلاق. وقد ساهم نجاح الفريق، بالإضافة إلى التغطية الإعلامية الواسعة، في تغيير المواقف العامة تجاه الرياضيين البارالمبيين وفهمهم كرياضيين نخبة.
تم تمثيل القيم الأسترالية بشكل جيد وواضح طوال حفلي الافتتاح والختام بلمسة أسترالية مميزة في حفل الافتتاح وجو احتفالي في حفل الختام. في حفل الافتتاح، أشعلت لويز سوفاج، إحدى أكبر الرياضيات البارالمبيات في أستراليا، الشعلة البارالمبية.
تنافس كل من سوفاج وتيم سوليفان في هذه الألعاب وحققا نجاحًا باهرًا في أحداثهما الفردية. أصبح سوليفان هداف أستراليا الأول في تاريخ الألعاب البارالمبية، حيث فاز بخمس ميداليات ذهبية في ألعاب سيدني 2000.

### الألعاب البارالمبية الشتوية 2002
أفضل أداء لأستراليا في الألعاب البارالمبية الشتوية هو الفوز بست ذهبيات وبرونزية واحدة في الألعاب البارالمبية الشتوية 2002. من بين هذه الميداليات، فاز مايكل ميلتون بأربع. أصبح ميلتون أول رياضي في فئته يحقق اكتساحًا كاملاً للميداليات الذهبية عبر التخصصات الألبية الأربعة عندما فاز بذهبية في جميع أحداثه الأربعة – الانحدار، التزلج المتعرج، التزلج المتعرج العملاق، وسوبر جي.

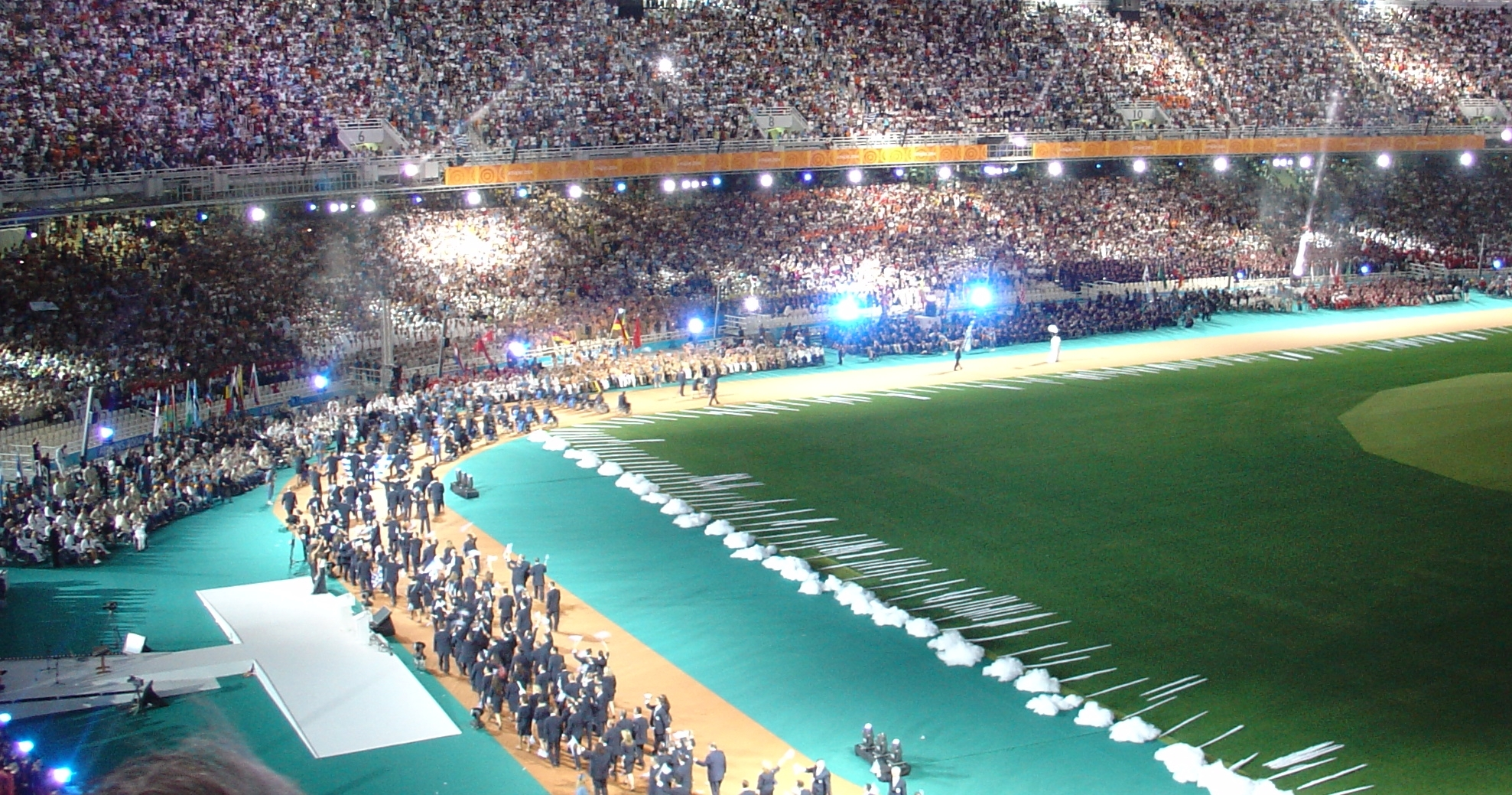
حفل افتتاح الألعاب البارالمبية في أثينا في الألعاب البارالمبية الصيفية 2004.

### الألعاب البارالمبية الصيفية 2004
في ألعاب بارالمبية 2004، مثلت أستراليا فريقًا أصغر بكثير من فريقها في الألعاب البارالمبية 2000 في سيدني؛ ومع ذلك، احتلت المركز الثاني في إجمالي الميداليات خلف الصين. كان انخفاض عدد الفريق نتيجة لمعايير اختيار صارمة وضعتها اللجنة البارالمبية الأسترالية والرياضات التي تعني أن الرياضيين الذين لديهم القدرة على الفوز بميدالية فقط كانوا ضمن الفريق الأسترالي.

### الألعاب البارالمبية الشتوية 2006
أرسلت أستراليا 10 رياضيين للمنافسة في 3 رياضات وحصلت على ميدالية فضية وبرونزية لتنهي في المركز 13 في جدول الميداليات العام. فاز مايكل ميلتون بميدالية فضية في حدثه في خامس وآخر دورة ألعاب بارالمبية شتوية له، واعتزل كأنجح رياضي بارالمبي شتوي في أستراليا على الإطلاق. شاركت إيميلي جانسن، كأول متسابقة أسترالية في الألعاب البارالمبية الشتوية، في حدثين من الأحداث الألبية الأربعة.

### الألعاب البارالمبية الصيفية 2008
احتلت أستراليا المرتبة الرابعة إجمالاً خلف الصين، بريطانيا العظمى، والولايات المتحدة في جدول الميداليات الذهبية. كانت ألعاب بكين هي الأكبر على الإطلاق حيث تنافس عدد أكبر من الرياضيين والدول في عدد أكبر من الرياضات أكثر من أي وقت مضى. أرسلت أستراليا أكبر وفد لها في دورة ألعاب خارج الوطن حتى الآن بـ 167 رياضيًا، 95 ذكرًا و72 أنثى، تنافسوا في 13 من أصل 20 رياضة متنافس عليها. أُضيفت التجديف إلى البرنامج البارالمبي وفاز طاقم التجديف الزوجي الأسترالي بالميدالية الفضية. أصبح تيموثي سوليفان هداف أستراليا الأول في تاريخ الألعاب البارالمبية، حيث فاز بـ 10 ميداليات ذهبية. 

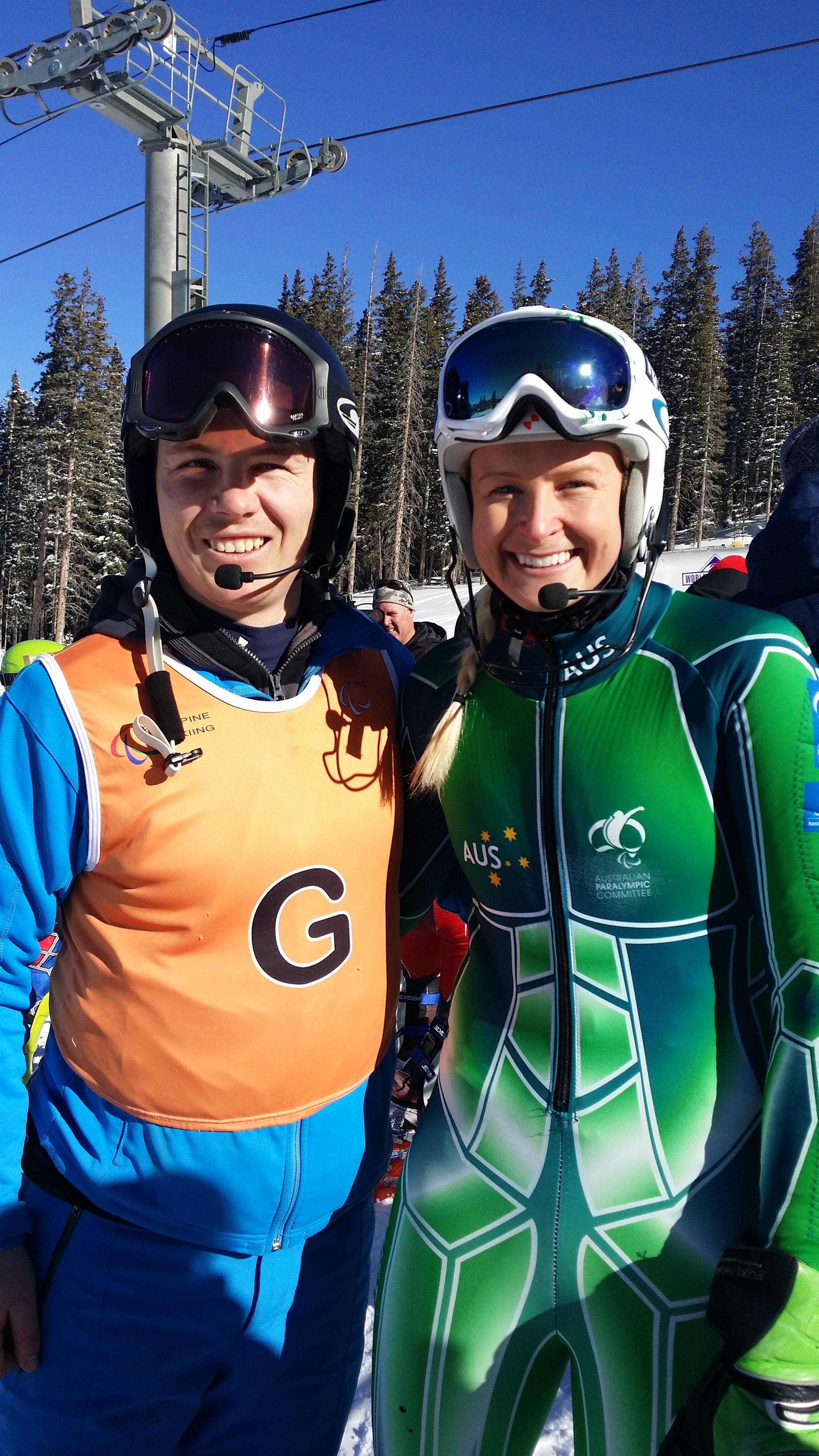
المتزلجة الأسترالية جيسيكا غالاغير (يمين) ومرشدها كريستيان غايغر (يسار)، رياضي الفريق البارالمبي الأسترالي 2014.

### الألعاب البارالمبية الشتوية 2010
أرسلت أستراليا أكبر فريق لها حتى الآن، مكونًا من 14 رياضيًا ومرشديهم، إلى الألعاب البارالمبية الشتوية 2010. على الرغم من حجم الفريق الكبير، احتلت أستراليا المركز 16 في جدول الميداليات العام، وفازت بأربع ميداليات. حققت أستراليا أول ميدالية لامرأة أسترالية في الألعاب البارالمبية الشتوية، عندما فازت جيسيكا غالاغير بميدالية برونزية في التزلج المتعرج.

### الألعاب البارالمبية الصيفية 2012

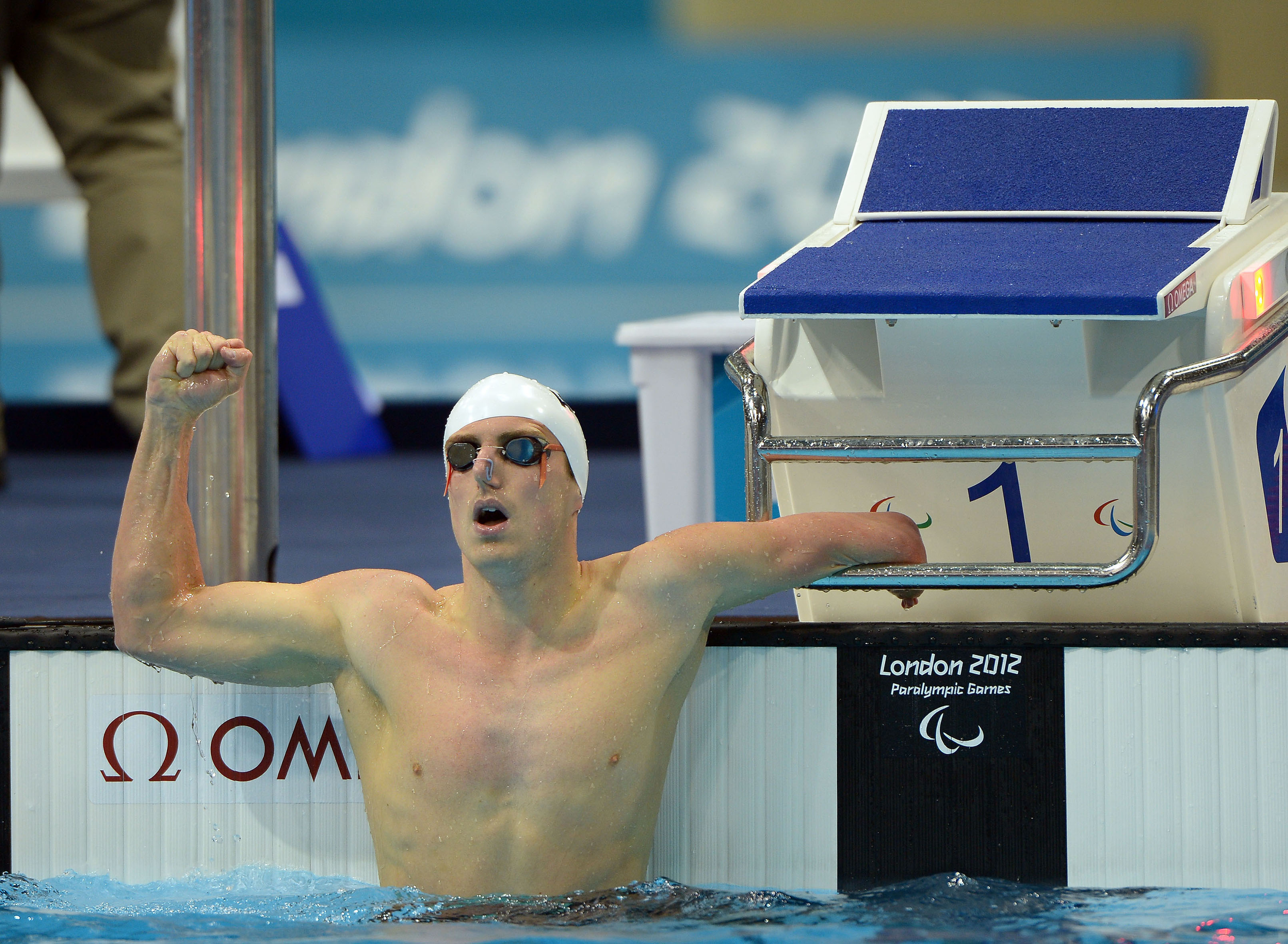
عضو الفريق البارالمبي الأسترالي ماثيو كاودري في الألعاب البارالمبية الصيفية 2012 في لندن

احتلت أستراليا المركز الخامس في جدول الميداليات بـ 32 ذهبية، و23 فضية، و30 برونزية، وهي ميداليات فازت بها في تسع من أصل 13 رياضة تنافس فيها الرياضيون الأستراليون. حققت أستراليا 16 رقمًا قياسيًا عالميًا و35 رقمًا قياسيًا بارالمبيًا مع أداء رياضيين مثل: تود هودجيتس (دفع الجلة)، كيلي كارترايت (الوثب الطويل)، سوزان بويل (مطاردة فردية)، برادلي مارك (10 أمتار بندقية هوائية)، براندن هال (400 متر حرة) وبليك كوشران (100 متر صدر). في المجمل، حصلت أستراليا على 93 فائزًا بالميداليات منهم 25 فائزًا بميداليات متعددة، بينما كان هناك 40 فائزًا بالميداليات الذهبية ثمانية منهم فائزون بميداليات ذهبية متعددة.
كان أداء فريق السباحة البارالمبي الأسترالي في لندن هو الأفضل منذ عام 1984. حقق فريق تتابع 4 × 100 متر حرة رجال لأستراليا الميدالية الألف في الألعاب البارالمبية الصيفية (الميدالية 41 لأستراليا في الألعاب).
كانت جاكلين فريني أنجح رياضية من أي دولة، حيث فازت بثماني ميداليات ذهبية من ثماني أحداث بينما أصبح زميلها في السباحة ماثيو كاودري أنجح رياضي بارالمبي أسترالي على الإطلاق بفوزه بميداليته الذهبية الثالثة عشر في مسيرته في دورته الثالثة من الألعاب. فاز ماثيو كاودري بذهبية في اليوم السابع في نهائي 50 متر حرة رجال S9، كما حطم الرقم القياسي العالمي الذي لا يزال قائمًا بـ 25.13 ثانية. وقد منحه الفوز (ساوث أستراليا) ميداليته الذهبية الثالثة عشر في مسيرته من ثلاث دورات ألعاب.

فاز المنتخب الأسترالي لرجبي الكراسي المتحركة بأول ميدالية ذهبية بارالمبية له بعد حصوله على فضية في آخر بطولتين كبيرتين (بكين 2008، بطولة العالم 2010).

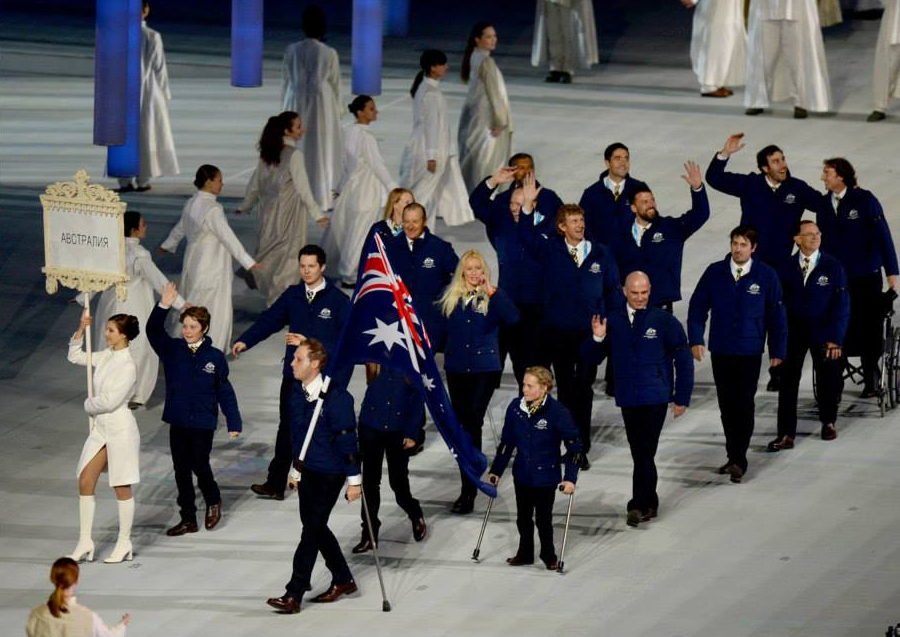
الفريق الأسترالي يسير في حفل افتتاح الألعاب البارالمبية الشتوية 2014 في سوتشي، بقيادة حامل العلم كاميرون راليس راهبولا.

أصغر متنافس في ألعاب لندن، ماديسون إليوت البالغة من العمر 13 عامًا و300 يومًا من نيوكاسل، نيوساوث ويلز، فازت بذهبية واحدة، فضية واحدة، وبرونزيتين، وكان لها شرف تقديم الأمير هاري تميمة الفريق البارالمبي الأسترالي "ليزي" السحلية ذات الرقبة المزركشة.

### الألعاب البارالمبية الشتوية 2014
خرجت أستراليا من هذه الألعاب بميداليتين، وهي نتيجة مخيبة للآمال. قال جيسون هيلويغ، الرئيس التنفيذي للجنة البارالمبية الأسترالية، "كنا محبطين تمامًا لأننا لم نحقق المهمة للفوز بتلك الميدالية الذهبية"، ومع ذلك، وصفها أيضًا بأنها الأكثر إرضاءً التي مر بها بسبب المصاعب التي مر بها الفريق. أحد الأسباب المحتملة للأداء المخيب للآمال للفريق الأسترالي كان وفاة عضو الفريق ماثيو روبنسون، قبل أسابيع قليلة من الألعاب بعد حادث في كأس العالم للتزلج الألبي لذوي الاحتياجات الخاصة في لا مولينا، إسبانيا.

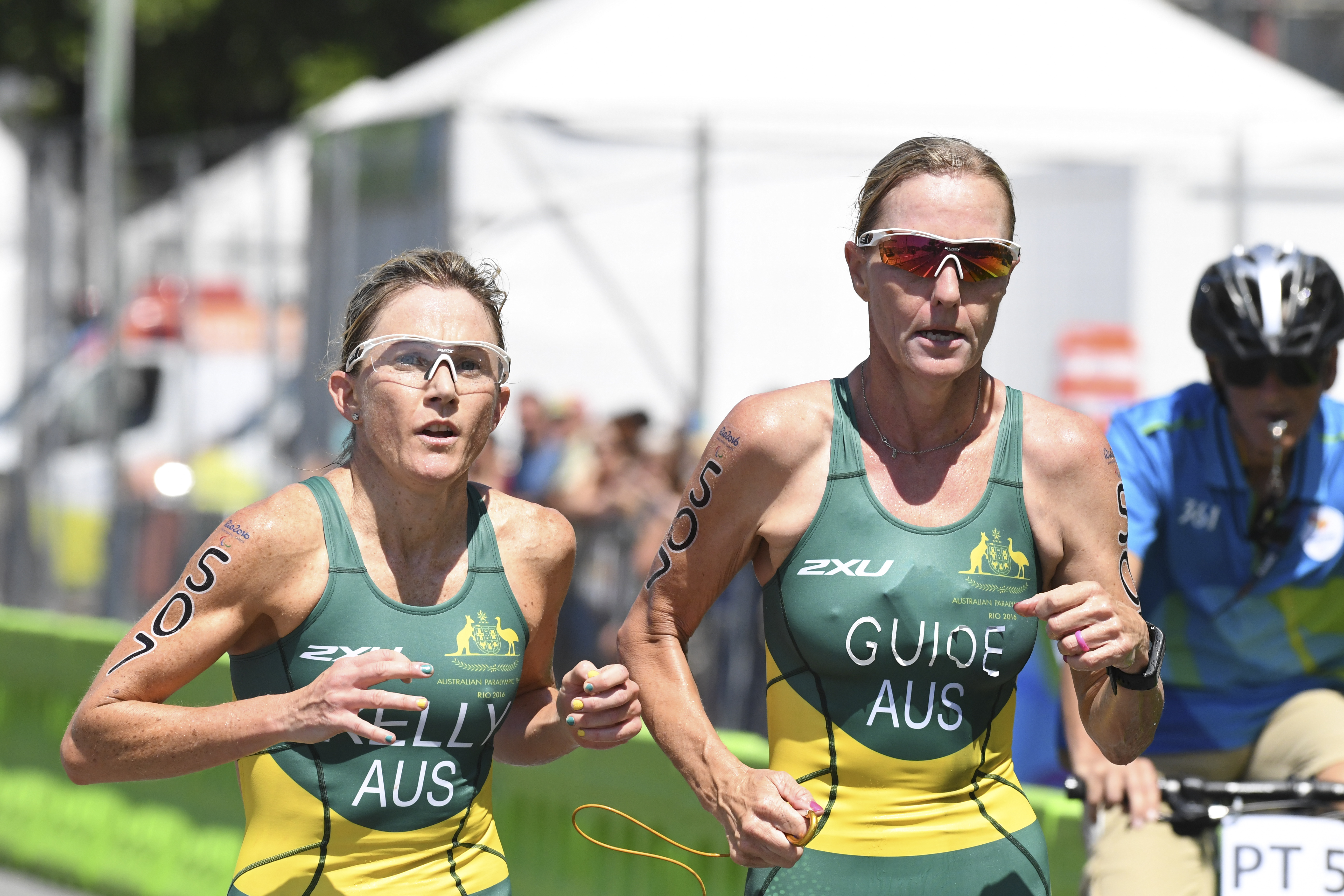
كاتي كيلي ومرشدها ميشيل جونز تتنافسان في السباق الثلاثي فئة PT4, PT2 و PT5، في شاطئ كوباكابانا، ريو في الألعاب البارالمبية الصيفية 2016.

### الألعاب البارالمبية الصيفية 2016
تألف الفريق الأسترالي من 177 رياضيًا، منهم 103 رجال و74 امرأة. ومن اللافت للنظر أن 89 رياضيًا (50%) شاركوا في أولمبيادهم البارالمبية عام 2016. يبلغ متوسط عمر الرياضيين في الفريق الأسترالي لعام 2016 29.2 عامًا. متوسط عمر الرياضيين الذكور 29.1 عامًا ومتوسط عمر الإناث 29.4 عامًا.
في ريو، كان هناك ثمانية رياضيين أستراليين استثنائيين تنافسوا في رياضتين أو أكثر:
- ديلان ألكوت تنافس في أولمبياده البارالمبية الثالثة في رياضتين مختلفتين، كرة السلة على الكراسي المتحركة في 2008 و2012 والتنس على الكراسي المتحركة. نجح ألكوت في انتقاله من كرة السلة على الكراسي المتحركة إلى التنس على الكراسي المتحركة، حيث فاز بميداليتين ذهبيتين في كل من زوجي الرجال وفردي الرجال في التنس على الكراسي المتحركة الرباعية.[41] أصبح خامس رياضي بارالمبي أسترالي يفوز بميداليات ذهبية في رياضتين.[42]
- دانييلا دي تورو تنافست في أولمبيادها البارالمبية السادسة، بعد أن تنافست في تنس الكراسي المتحركة من 1996 إلى 2012، وفازت بفضية وبرونزية في 2000 و2004 على التوالي.[19] في أولمبياد ريو البارالمبية، تنافست دانييلا في تنس الطاولة.
- جيسيكا غالاغير فازت ببرونزية في أولمبيادها البارالمبية الرابعة في رياضة بارالمبية ثالثة، ركوب الدراجات، بعد أن تنافست في التزلج الألبي (2010 و2014 وفازت ببرونزيتين في كل مرة)، وألعاب القوى (2012).[19][41]
- في سن 74 عامًا، كانت ليبي كوسمالا أكبر رياضية تم اختيارها للألعاب البارالمبية الصيفية 2016.[41] كانت أولمبياد ريو البارالمبية هي دورة الألعاب الثانية عشر لكوسمالا، بعد أن تنافست سابقًا في ألعاب القوى، السباحة، والرماية في الألعاب البارالمبية منذ عام 1972. فازت كوسمالا بـ 9 ذهبيات وفضية واحدة خلال تلك الفترة.[43]
- كلير ماكلين تنافست في السباق الثلاثي البارالمبي في ريو، لكنها تنافست سابقًا في ركوب الدراجات في أولمبياد أثينا البارالمبية 2004، حيث حصلت على الفضية.[19]
- كيران مودرا فاز ببرونزية في سباق ضد الساعة على الطرق للرجال في أولمبياده البارالمبية الثامنة، بعد أن تنافس في ألعاب القوى عام 1988، والسباحة عام 1992 (حيث فاز ببرونزيتين)، وركوب الدراجات من 1996 إلى 2016 (حيث فاز بـ 5 ذهبيات، وفضيتين في تلك الفترة).[19][41]
- سابقًا، تنافست ليسل تيش في كرة السلة على الكراسي المتحركة من 1992 إلى 2008 (حيث فازت بفضيتين وبرونزية واحدة). في عامي 2012 و2016، انتقلت تيش إلى الإبحار، وفازت بذهبية في كل مرة.[41]
- أماندا ريد فازت بفضية في ركوب الدراجات في ريو بعد أن تنافست سابقًا في السباحة في لندن.[19][41]

إنجازات بارزة في الألعاب

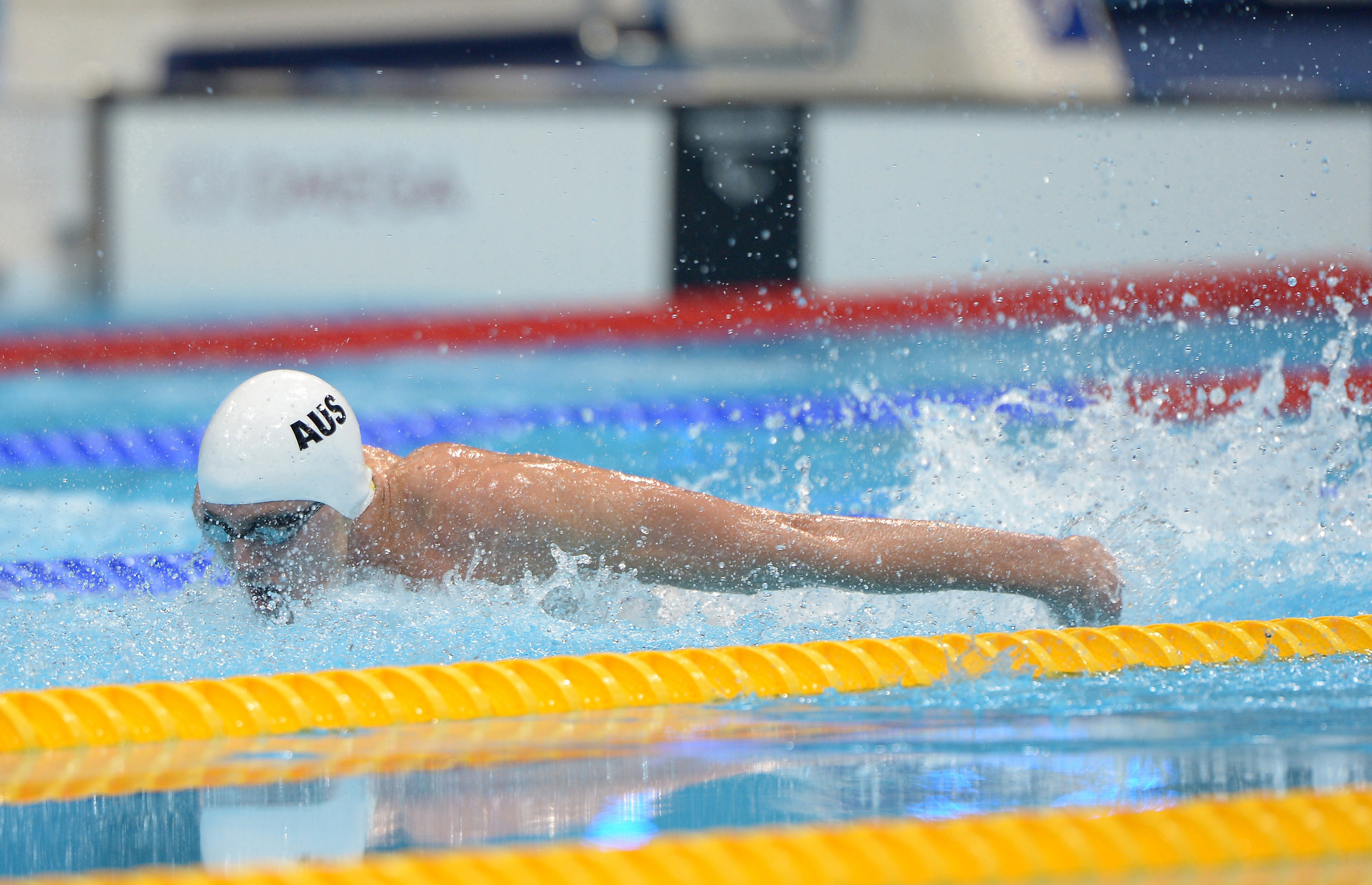
عضو الفريق البارالمبي الأسترالي براندن هال في الألعاب البارالمبية الصيفية 2012 في لندن.

- فازت أستراليا بأول ميدالية لها في الرماية منذ عام 1968، عندما فاز جوناثان ميلن ببرونزية في سباق القوس المركب الفردي للرجال W1.[44]
- تم إطلاق رياضة الكانوي البارالمبي لأول مرة في أولمبياد ريو 2016 الصيفية للمعاقين، وأسفر ذلك عن فوز كورتيس ماكغراث بأول ميدالية ذهبية لأستراليا في هذه الرياضة.[44] كما ظهرت رياضة السباق الثلاثي البارالمبي لأول مرة، مما أدى إلى فوز كاتي كيلي ومرشدها ميشيل جونز بالميدالية الذهبية.[44]
- فازوا بالعديد من الأحداث على التوالي من دورة الألعاب البارالمبية لندن 2012: إيلي كول (سباحة)، براندن هال (سباحة)، دافيد نيكولاس (ركوب الدراجات)، كارول كوك (ركوب الدراجات)، دانيال فيتزجيبون / ليسل تيش (إبحار) وفريق رجبي الكراسي المتحركة.[45]

### الألعاب البارالمبية الشتوية 2018
مثل أستراليا فريق مكون من 12 رياضيًا وثلاثة مرشدين. في التزلج على الجليد، فاز سيمون باتمور بذهبية وبرونزية، وفي التزلج الألبي، فازت ميليسا بيرين ببرونزيتين. احتلت أستراليا المركز 15 في جدول الميداليات.

### الألعاب البارالمبية الصيفية 2020

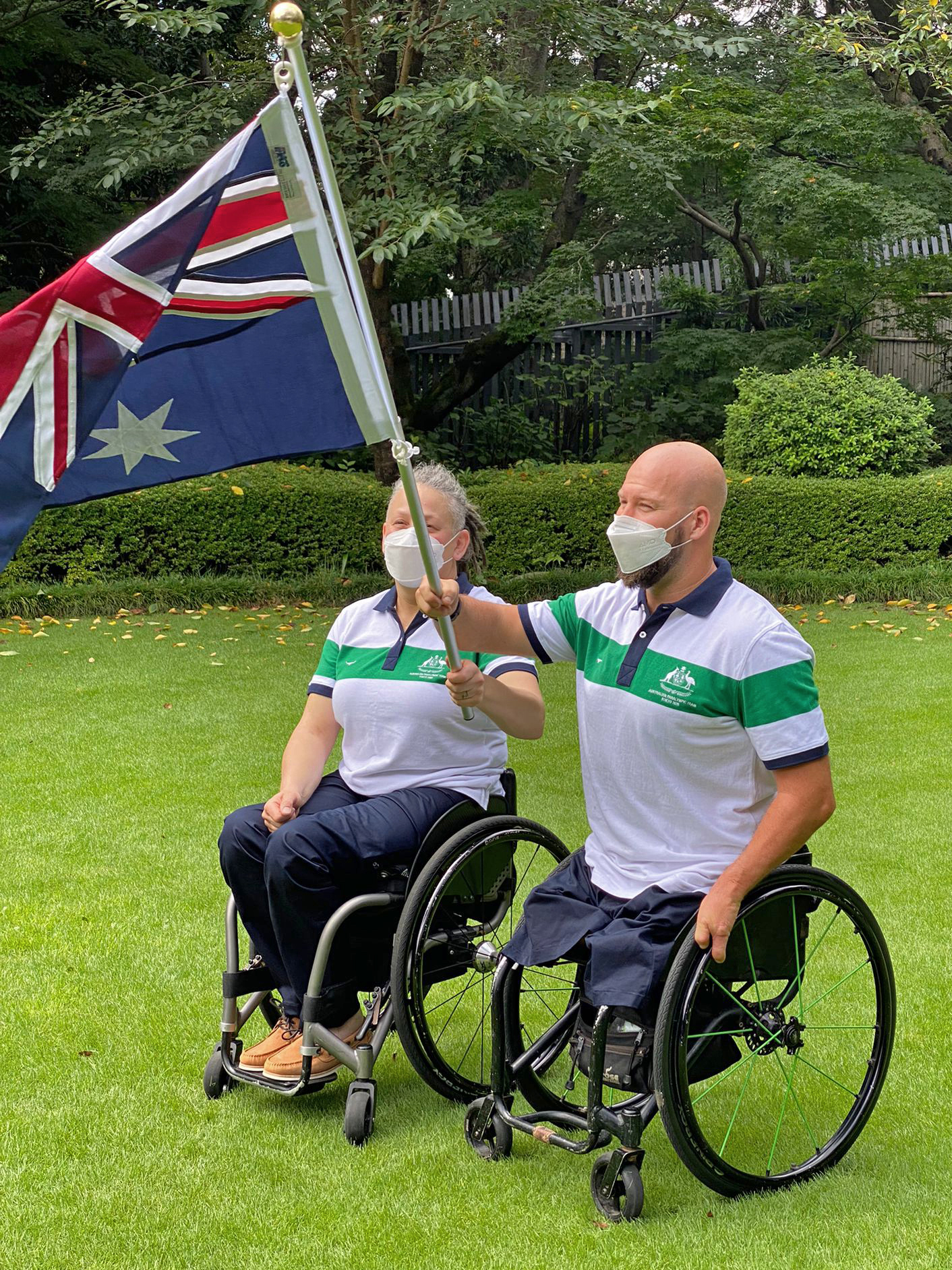
دانييلا دي تورو ورايلي بات في إعلان أنهما سيحملان العلم الأسترالي معًا في حفل افتتاح أولمبياد طوكيو للمعاقين.

أرسلت أستراليا أكبر فريق لها خارج الوطن - 179 رياضيًا - إلى الألعاب البارالمبية الصيفية. احتلت أستراليا المركز الثامن في جدول الميداليات الذهبية والمركز السادس في جدول الميداليات الإجمالي. تأجلت الألعاب لمدة عام واحد بسبب جائحة كوفيد-19. وشهدت الألعاب ظهور رياضة كرة الريشة والتايكوندو البارالمبيين لأول مرة.
- الحائزون على ميداليات ذهبية متعددة: ويليام مارتن (سباحة) - 3 ذهبيات، 1 فضية؛ ماديسون دي روزاريو (ألعاب قوى) - 2 ذهبية، 1 برونزية؛ كورتيس ماكغراث (كانوي) - 2 ذهبية؛ بن بوبهام (سباحة) - 2 ذهبية، 1 فضية؛ روان كروذرز (سباحة) - 2 ذهبية، 1 فضية.
- أصبحت إيلي كول، ببرونزيتين، الحائزة الأسترالية الرائدة على الميداليات البارالمبية النسائية برصيد 17 ميدالية - 6 ذهبيات، 5 فضيات، 6 برونزيات.
- فائزون بالذهبية يكررون فوزهم في أولمبياد ريو للمعاقين - جيمس تورنر (ألعاب قوى)، فانيسا لو (ألعاب قوى)، كورتيس ماكغراث (كانوي)، لاكيشا باترسون (سباحة)، راشيل واتسون (سباحة)، ديلان ألكوت (تنس الكراسي المتحركة).

### الألعاب البارالمبية الشتوية 2022
مثّل أستراليا فريق مكون من 7 رياضيين ومرشدين اثنين. في التزلج على الجليد، فاز بن تود هوب بميدالية برونزية. احتلت أستراليا المركز 17 في جدول الميداليات.

## حقائق مثيرة للاهتمام

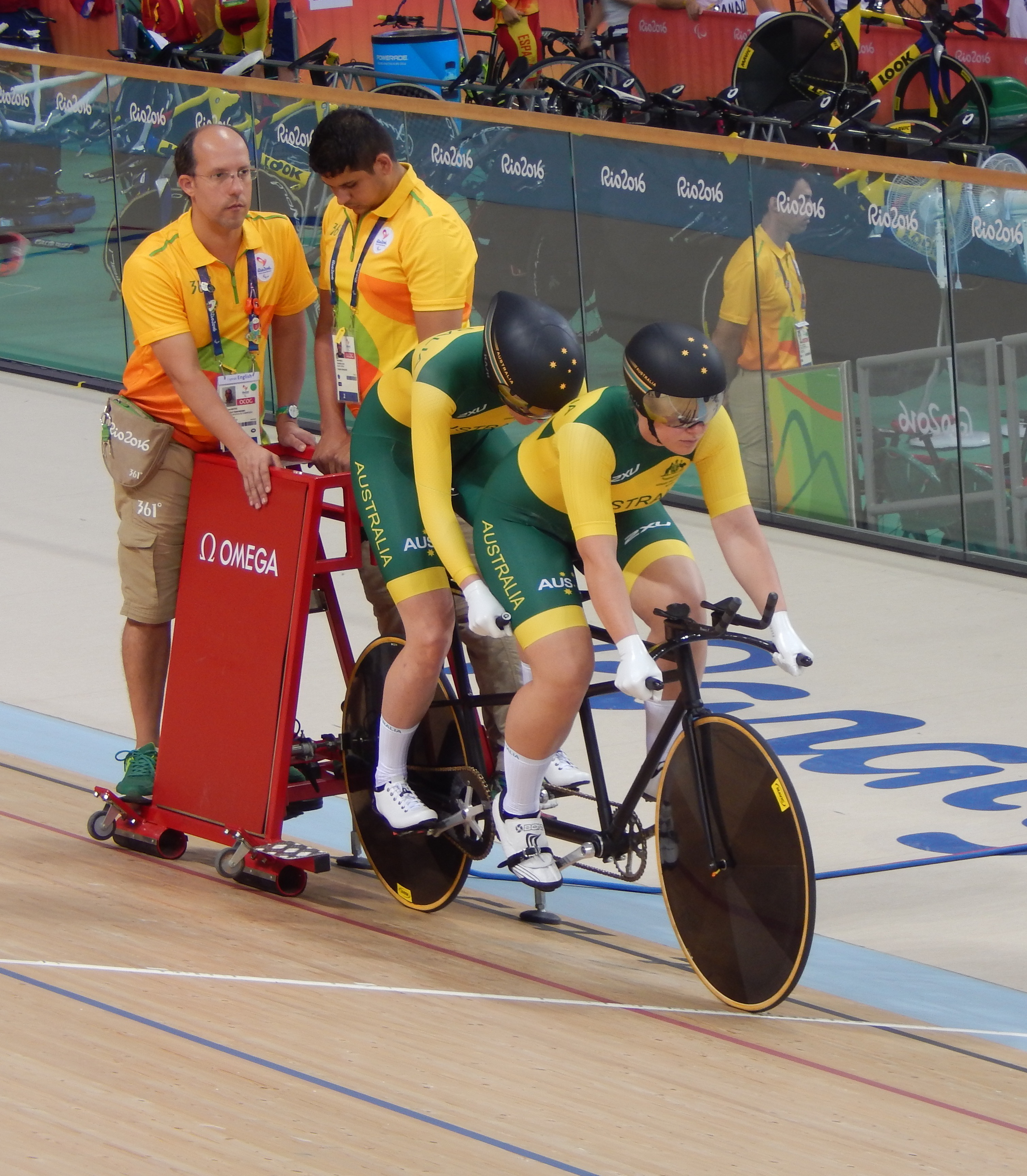
جيسيكا غالاغير (يسار) وماديسون جانسن (يمين) تستعدان لسباق 1000 متر ضد الساعة في ريو في الألعاب البارالمبية الصيفية 2016.

أبرز الرياضيين البارالمبيين الأستراليين الصيفيين 1960–2020
  *   البلد المضيف (مضيف)
| الرياضي         | ذهبية | فضية | برونزية | المجموع |
| --------------- | ----- | ---- | ------- | ------- |
| مات كاودري      | 13    | 7    | 3       | 23      |
| تيم سوليفان     | 10    | 0    | 0       | 10      |
| لويز سوفاج      | 9     | 4    | 0       | 13      |
| بريا كوبر       | 9     | 3    | 4       | 16      |
| ليبي كوسمالا    | 9     | 3    | 0       | 12      |
| جاكلين فريني    | 8     | 0    | 3       | 11      |
| نيل فاولر       | 6     | 6    | 3       | 15      |
| إيلي كول        | 6     | 5    | 6       | 17      |
| جوستين فرنسيس   | 6     | 4    | 3       | 13      |
| تراسي فريمان    | 6     | 4    | 0       | 10      |
| راسيل شورت      | 6     | 2    | 3       | 11      |
| دارين ثروب      | 6     | 0    | 3       | 9       |
| سيوبهان باتون   | 6     | 0    | 0       | 6       |
| كينغسلي بوغارين | 5     | 8    | 6       | 19      |
| المجموع         | 105   | 46   | 34      | 185     |

أبرز الفائزين بالميداليات البارالمبية الشتوية الأستراليين 1976–2014
  *   البلد المضيف (مضيف)
| الرياضي                          | ذهبية | فضية | برونزية | المجموع |
| -------------------------------- | ----- | ---- | ------- | ------- |
| ميخائيل ميلتون                   | 6     | 3    | 2       | 11      |
| بارت بانتينغ/ناثان تشيفرس (مرشد) | 2     | 1    | 0       | 3       |
| ميخائيل نورتن                    | 2     | 0    | 1       | 3       |
| جيمس باترسون                     | 1     | 1    | 2       | 4       |
| مارتي مايبري                     | 0     | 1    | 0       | 1       |
| توبي كان                         | 0     | 0    | 2       | 2       |
| جيسيكا غالاغير                   | 0     | 0    | 2       | 2       |
| ديفيد مونك                       | 0     | 0    | 2       | 2       |
| كاميرون راليس راهبولا            | 0     | 0    | 2       | 2       |
| المجموع                          | 11    | 6    | 13      | 30      |

### أول الفائزين بالميداليات الذهبية
- فاز روس ساتون بأول ميدالية ذهبية لأستراليا في الألعاب البارالمبية الصيفية بفوزه بسباق القوس والسهم المفتوح من نوع St Nicholas Round للرجال في الألعاب البارالمبية الصيفية 1960.[47]
- كانت دافني سيني أول حائزة على ميدالية ذهبية نسائية لأستراليا في الألعاب البارالمبية الصيفية. فازت بميداليتين ذهبيتين في أحداث السباحة في الألعاب البارالمبية الصيفية 1960.[47]
- أصبح ميخائيل ميلتون أول حائز على ميدالية ذهبية في الألعاب البارالمبية الشتوية لأستراليا بفوزه بسباق التزلج المتعرج LW2 للرجال في الألعاب البارالمبية الشتوية 1992.

### الحائزون على ميداليات بارالمبية صيفية/شتوية مزدوجة
- جيسيكا غالاغير - الألعاب الشتوية 2010 و2014 – ميداليات برونزية في التزلج الألبي؛ الألعاب الصيفية 2016 – برونزية واحدة في ركوب الدراجات.
- سيمون باتمور - الألعاب الصيفية 2012 - ميدالية برونزية في ألعاب القوى؛ الألعاب الشتوية 2018 - 1 ذهبية، 1 برونزية في التزلج على الجليد.

### بارالمبيون أستراليون مزدوجو الألعاب الصيفية/الشتوية
اعتبارًا من الألعاب البارالمبية الشتوية 2018، حضر الرياضيون الأستراليون التاليون كلا من الألعاب الصيفية والشتوية.
- كايرا غرونسوند – الشتوية 1980–1992 (التزلج)؛ الصيفية 1992 (ألعاب القوى)[48]
- أنطوني بوناكورسو – الشتوية 1988 (التزلج)؛ الصيفية 2004 (التنس)[48]
- ميخائيل ميلتون – الشتوية 1988–2006 (التزلج)؛ الصيفية 2008 (ركوب الدراجات)
- دومينيك مونيبيني - الصيفية 2008 (التجديف)؛ الشتوية 2010 (التزلج الريفي)
- جيسيكا غالاغير – الشتوية 2010–2014 (التزلج)؛ الصيفية 2012 (ألعاب القوى)؛ الصيفية 2016 (ركوب الدراجات)
- سيمون باتمور - الصيفية 2012 (ألعاب القوى)؛ الشتوية 2018 (التزلج على الجليد)
- راي أندرسون - الصيفية 2016 (ألعاب القوى)؛ الشتوية 2022 (التزلج الألبي)

### رياضي أولمبي/بارالمبي مزدوج
- ميليسا تابر - أولمبياد الصيف: 2016-2024. (تنس الطاولة)؛ بارالمبياد الصيف: 2016-2020. (تنس الطاولة) فضية واحدة، وبرونزيتان.[49]

### البارالمبيون الأستراليون المتعددون الرياضات
- قائمة الرياضيين البارالمبيين الأستراليين المتعددي الرياضات - تتضمن أولئك الرياضيين الذين تنافسوا في رياضة واحدة أو أكثر في الألعاب البارالمبية الصيفية والشتوية.